# Crociata norvegese
La crociata norvegese fu una lunga spedizione militare condotta tra il 1107 e il 1111 dal re Sigurd I di Norvegia. Seguì di poco la prima crociata, ma resta incerto se si sia trattato di una spedizione militare in piena regola, di un pellegrinaggio religioso armato o di un episodio dalla natura mista.
Al comando di una sessantina di imbarcazioni e di un numero compreso tra i 4 000 e i 6 000 uomini, il tortuoso e avventuroso viaggio di Sigurd toccò Inghilterra, penisola iberica (all'epoca in larga misura territorio musulmano, dove i norvegesi riportarono diverse vittorie), isole Baleari, Sicilia e, infine, la Palestina. Sigurd fu il primo sovrano cristiano occidentale a recarsi negli Stati crociati; una volta visitati diversi luoghi sacri del cristianesimo, Sigurd collaborò con re Baldovino I di Gerusalemme nell'assedio di Sidone del 1110, culminato con un successo dopo circa due mesi di attacchi. In seguito, abbandonò la Terrasanta alla volta di Costantinopoli, dove si trattenne per mesi e dove cedette il possesso delle sue navi ad Alessio I Comneno, che reclutò gran parte dei sopravvissuti nella temibile Guardia variaga. Re Sigurd, accompagnato nel suo ritorno a casa da un centinaio di uomini, attraversò varie località, venendo accolto in patria come un eroe. Non una battaglia fu persa dagli scandinavi durante questa spedizione.
Molti degli avvenimenti legati al viaggio sono raccontati da fonti norvegesi e islandesi, in particolare alcuni cicli di saghe, nelle quali spesso si mescolano elementi fantasiosi legati all'antica cultura vichinga e alla mitologia norrena con riferimenti al mondo cristiano. Non mancano comunque opere straniere le quali, sia pur in modo incidentale, narrano gli eventi e consentono di approfondire le vicende vissute dai guerrieri norvegesi. La spedizione suscitò un notevole miglioramento della reputazione della Norvegia, associata finalmente al mondo cristiano, e l'impresa si rivelò l'antesignana di altri viaggi emulati da altri combattenti scandinavi. Adeguandosi ai pareri entusiastici degli autori medievali, la storiografia dell'età moderna ha sempre acriticamente ritenuto valide le descrizioni realizzate in epoca precedente. Di recente, grazie all'adozione di approcci più consapevoli, è stato possibile scindere le informazioni più credibili da quelle meno affidabili, gettando luce sui molteplici aspetti ancora irrisolti della spedizione.

## Natura del viaggio

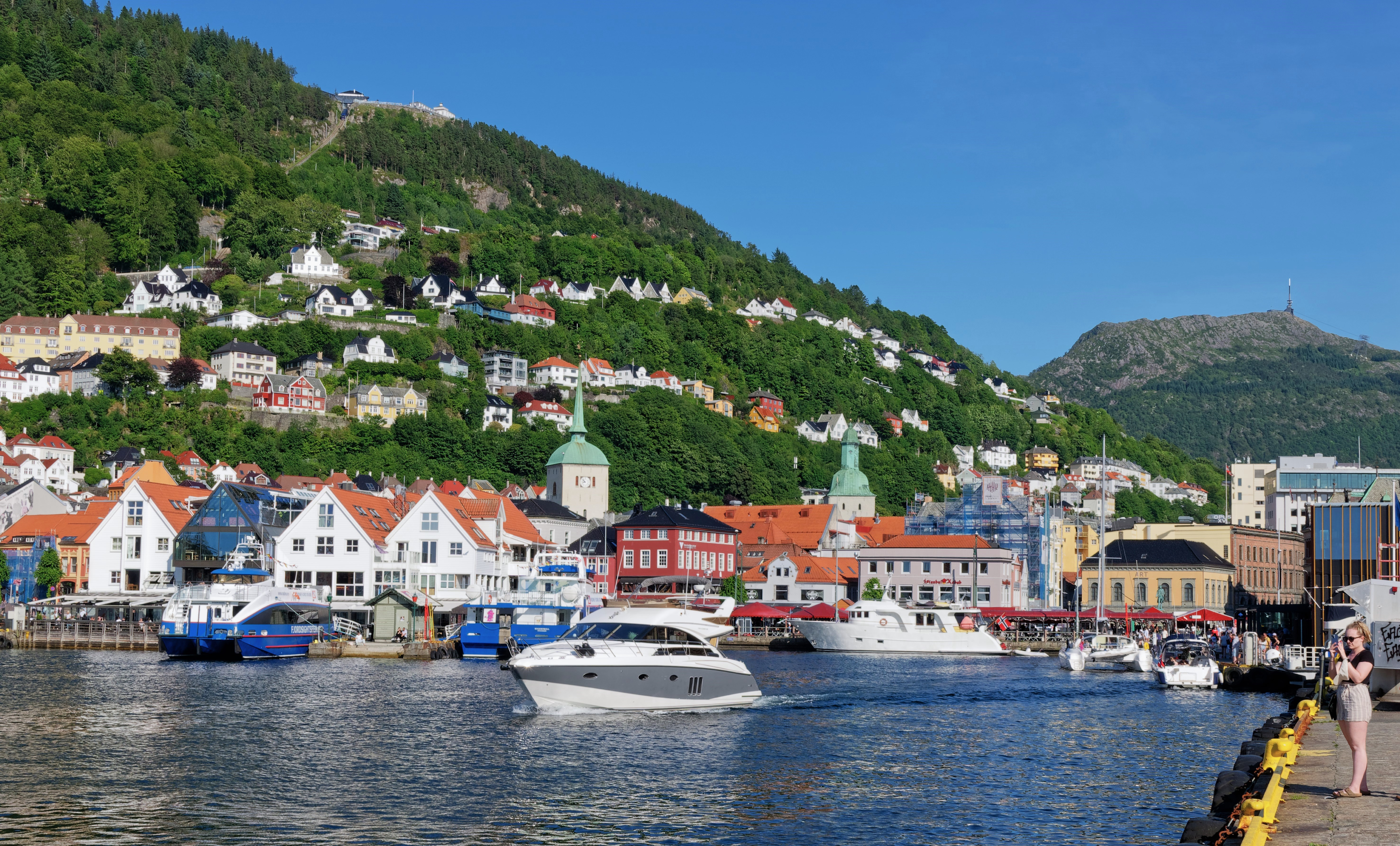
Scorcio di Bergen e del suo porto, la città da cui nel 1107 partirono migliaia di norvegesi alla volta della Terra Santa

A livello storiografico, vi è incertezza sulla natura della spedizione compiuta dal re norvegese e su come essa vada classificata. Nelle fonti storiche, l'impresa non viene infatti mai esplicitamente definita "crociata", malgrado si debba ricordare che quest'ultimo termine venne coniato in epoca assai posteriore. Si era ancora lontani dalla formazione di quell'interpretazione teologica secondo cui i successi militari sarebbero stati frutto dell'Onnipotenza divina e che, per questo, chi si recava a combattere Outremer sceglieva di servire il Signore, a rischio della vita, per diffondere il Suo Verbo. Stando a Jonathan Riley-Smith, «prima del 1187 è pertanto difficile distinguere le crociate dai pellegrinaggi armati o da altre forme di uso della forza per motivi religiosi». Sigurd e i suoi uomini non avevano poi alcuna intenzione di rivendicare dei diritti territoriali, commerciali o di qualsivoglia altro genere in terre così lontane dalla Norvegia (al contrario di altre realtà come Genova, Pisa o Venezia). E se anche queste caratteristiche mancavano, appare fuorviante, troppo semplicistico e decisamente superato il parere dello studioso balearico Álvaro Campaner, il quale, nel 1888, scriveva che Sigurd sarebbe stato mosso soltanto dalla brama di ricchezze e di sangue. Dovendo prendere posizione, Paul Alphandéry ha definito la spedizione alla stregua di un classico pellegrinaggio armato, uno dei tanti che avrebbero avuto luogo nel corso del XII secolo.
A rendere meno limpida la questione risultano le stesse fonti medievali, che in seguito al 1100 tendono a definire "pellegrini" anche gli uomini arruolati in Palestina. A tal proposito, lo studioso Francesco D'Angelo ha provato a tenere nettamente distinti i due piani di pellegrino e soldato, ricordando come nei fatti la spedizione di Sigurd coinvolse dei guerrieri perfettamente equipaggiati e dalla comprovata esperienza, non dunque della gente comune. Scopo del viaggio era sì quello di guadagnarsi il favore divino raggiungendo Gerusalemme, ma al contempo ognuno dei partecipanti sognava di certo di tornare in patria carico di gloria militare e ricchezze, motivo per cui la causa religiosa si sovrappose a motivazioni indiscutibilmente più terrene. Neppure si può paragonare la peregrinazione compiuta da Sigurd a quella intrapresa dal re danese Eric I, avviatosi assieme ad alcuni guerrieri verso la Palestina per espiare i suoi peccati senza raggiungerla mai, in quanto nel 1103 morì a Pafo, sull'isola di Cipro. Nel caso norvegese non vi era nessuna colpa di Sigurd da farsi perdonare, motivo per cui l'ipotesi del pellegrinaggio penitenziale può facilmente escludersi. Fu anche per questo che la proclamazione della spedizione attirò un vivace e convinto interesse di tutti i ceti popolari, che la avvertirono come una golosa opportunità; al contrario, i sudditi danesi furono addolorati dalla partenza di Eric, tanto da aver cercato più volte invano di dissuaderlo dai suoi propositi.
A livello accademico, si è discettato inoltre su quanto nel viaggio di Sigurd abbia inciso una componente, per così dire, vichinga. Malgrado la loro epopea fosse ormai culminata all'alba del XII secolo, nella società scandinava sopravvivevano ancora varie pratiche legate all'Alto Medioevo (si pensi all'organizzazione sociale, mutata pochissimo nel corso dei secoli, così come ad alcune tradizioni socio-culturali o religiose) e sono diversi gli elementi vichinghi che permearono il viaggio. Basti difatti pensare al carattere primariamente marittimo della spedizione, alla presenza di guerrieri volontari che desideravano arricchirsi e accrescere la propria fama, o ancora alle saghe che, in futuro, avrebbero ricordato le gesta compiute dai valorosi uomini che avevano lasciato la propria terra natia. È in ultimo curioso ricordare l'itinerario seguito dai crociati norvegesi nel 1107, per larghi tratti sovrapponibile alla rotta percorsa dagli scandinavi che procedevano verso il mar Mediterraneo e che tanti combattenti vichinghi del IX-XI secolo avevano solcato a bordo delle proprie imbarcazioni.

## Contesto storico

### Il Vicino Oriente

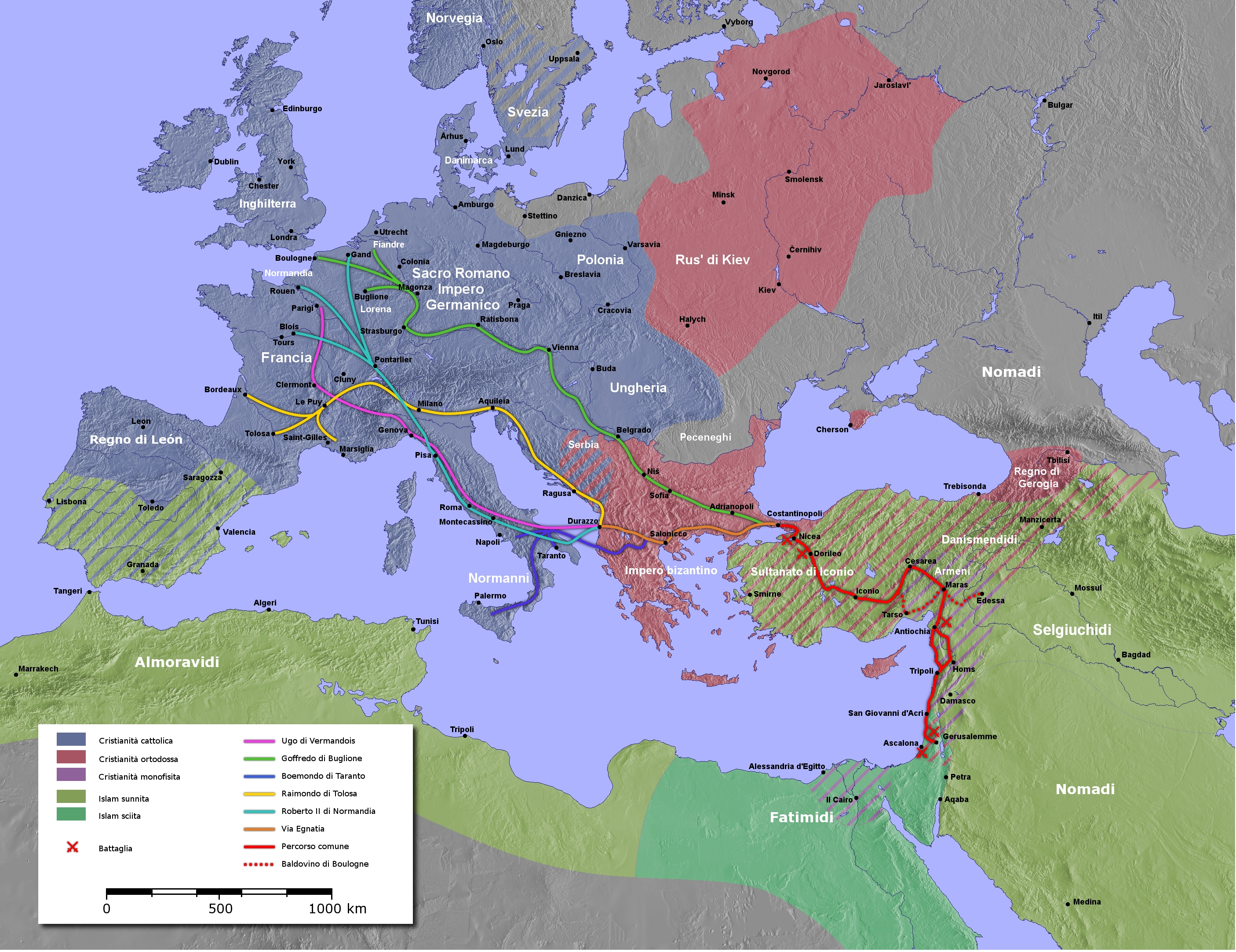
Gli spostamenti delle truppe europee verso la Terra Santa e le battaglie storicamente comprese nella prima crociata

L'Outremer nel 1102

Quando nel 1099 si concluse la prima crociata, i cristiani erano riusciti a insediarsi stabilmente in Terra Santa, conquistando Gerusalemme e realizzando l'obiettivo principale che si erano prefissati. Restavano da deliberare gli sviluppi successivi, motivo per cui i comandanti della spedizione si riunirono e decisero innanzitutto di nominare un'autorità spirituale in città, dopodiché si incontrarono per individuare la guida politica e militare che li avrebbe governati. La prima fu individuata nell'arcivescovo Arnolfo di Rœux (sostituito presto da Dagoberto da Pisa), la seconda in Baldovino di Boulogne, divenuto re nel Natale del 1100, anche se per nominare entrambe le figure fu indispensabile intavolare trattative e discussioni tutt'altro che semplici.
Quando si affermò al potere, Baldovino I, che avrebbe regnato per ben diciotto anni, intuì subito l'urgenza di conferire un'identità politico-amministrativa ai territori sottomessi e di liberarsi di nemici interni ed esterni che minavano la sicurezza della regione. Consapevole di dover rafforzare la propria posizione agli occhi di quei nobili che avevano ambito alla carica da lui rivestita, seppe sfruttare probabilmente una delle sue migliori qualità, quella di sapiente generale, compiendo una serie di incursioni a est e a sud di Gerusalemme che gli permisero di estendere i propri possedimenti. Quando nel 1104 prevalse nell'assedio di Acri, egli si assicurò il controllo di un porto prezioso e, per così dire, versatile, in quanto usufruibile a prescindere dalle condizioni meteorologiche del momento. Si faceva a quel punto strada l'esigenza di presidiare le nuove conquiste dalle insidie nemiche, come già alcuni avevano subodorato, e non restava che confidare nel crescente afflusso di pellegrini, in particolare di quelli disposti a battagliare in visita nei luoghi sacri. Se si dimentica la fallimentare esperienza rappresentata dalla crociata del 1101, condotta prevalentemente via terra, questa speranza non fu mal riposta. Infatti, già tra il 1102 e il 1103 le rotte marittime che portavano alla Palestina, specie quelle che partivano dall'Italia meridionale, erano diventate particolarmente affollate e avrebbero a lungo continuato a esserlo.

### Il Regno di Norvegia
Tra la fine dell'XI e l'inizio del XII secolo, nel giro di un anno soltanto il re di Norvegia Magnus III era riuscito a imporre la propria egemonia in varie isole situate dall'altra parte del mare del Nord, ossia le isole Orcadi, le Ebridi e l'isola di Man, spingendosi altresì a razziare il Nord del Galles. Presso le isole Orcadi, Magnus aveva rimpiazzato il vecchio conte con il suo secondogenito di nove anni, Sigurd, che lo aveva accompagnato nel corso della campagna di conquista.

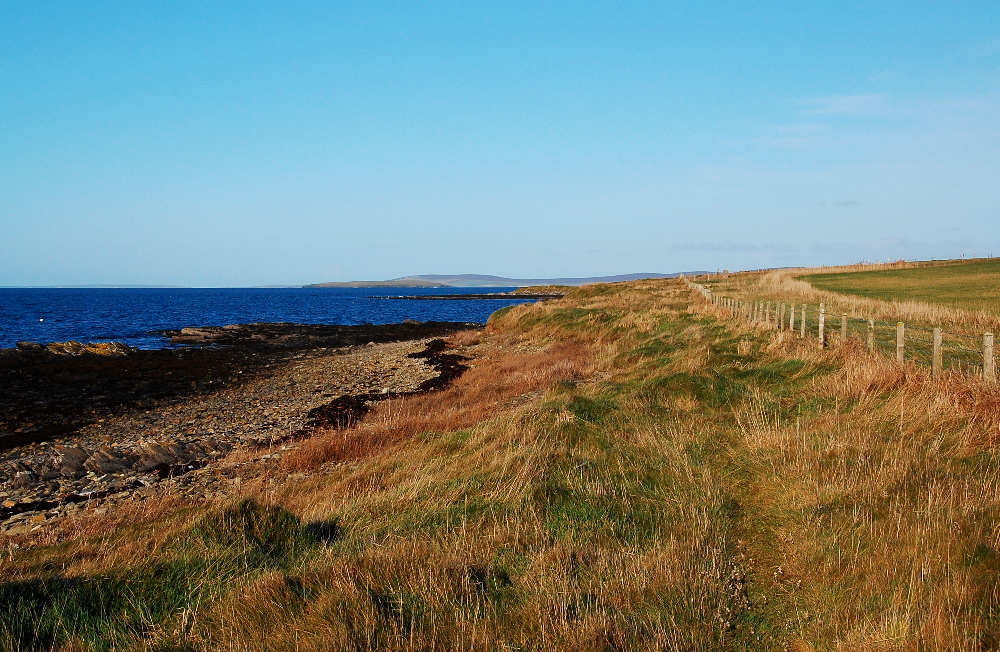
Scorcio delle isole Orcadi, un arcipelago situato a nord della Scozia. All'inizio del XII secolo la loro gestione fu affidata al giovane Sigurd, che trascorse lì cinque anni della sua vita.

Nominato «signore di tutte le isole a ovest del mare» sottomesse dai norvegesi, o più correttamente di tutte quelle a ovest della Scozia, inclusa l'isola di Man, il piccolo Sigurd fu affiancato nella sua attività da fidati consiglieri. In veste di reggente, egli trascorse una porzione consistente della sua adolescenza (all'incirca un lustro) lontano dalla sua terra di origine. Mosso dalla sete di conquista, Magnus tornò nuovamente a ovest nel 1103, stavolta in Irlanda, ma cadde vittima di un'imboscata per lui fatale nei dintorni di Dún Pádraig, morendo a soli ventinove anni. Appresa la notizia, nell'autunno del 1103 Sigurd fece ritorno in patria assieme al seguito sopravvissuto di Magnus. La necessità più impellente appariva quella di colmare il vuoto al potere lasciato in Norvegia; rispettando le consuetudini dell'epoca, secondo cui tutti i discendenti diretti di sesso maschile di un sovrano defunto avevano egual diritto a succedergli, il regno fu spartito tra i tre giovani figli di Magnus. A Øystein, che era il maggiore e aveva pochi anni più di Sigurd, toccò la parte settentrionale, a Sigurd la parte sud-orientale e al piccolo Olav, che aveva al massimo cinque anni, fu assegnata quella sud-occidentale.
Secondo l'opinione di Dan Jones, questo compromesso dovette forse risultare stretto a Sigurd, che cominciò ad avvertire il desiderio di allontanarsi dalla Norvegia. È probabile che lo incuriosissero particolarmente le gesta che aveva udito a proposito della conquista di Gerusalemme del 1099 compiuta durante la prima crociata, alla quale, come attesta l'autore medievale Guglielmo di Malmesbury, avevano preso parte anche dei «crucesignati nordici». A mano a mano che trascorrevano gli anni, questa sensazione di eccitazione per le vicende che avvenivano in Terra Santa pervase molti angoli della Norvegia, fino a tramutarsi in qualcosa di più concreto di un semplice interessamento grazie alla decisione che di lì a poco avrebbe preso Sigurd.

## Il viaggio di andata

### Preparativi e tappa in Inghilterra
Nel 1107, al suo terzo o quarto anno di regno, Sigurd aveva ormai raggiunto i diciassette anni e si era persuaso a compiere un viaggio nel mar Mediterraneo. Tra gli scopi dichiarati dal re rientrava la sua intenzione di guadagnare fama (in norreno frægð) e buona reputazione (orðstírr), ma non bisogna dimenticare che nel mondo norvegese le incursioni o le guerre di conquista venivano ritenute un'opportunità di arricchimento cruciale per la sopravvivenza. In questo meccanismo sociale, il ruolo del monarca appariva pertanto essenziale, quasi come se egli fosse chiamato ad adempiere a una sorta di dovere. A detta di Gary Doxey, sarebbe stato addirittura il popolo a sollecitare i giovani monarchi a proclamare una spedizione, una proposta questa che fu approvata e di cui si cercò subito di dare notizia in tutta la Norvegia. In effetti, non si può escludere che tra i favorevoli al viaggio in Oriente rientrasse chi aveva accompagnato Magnus nelle scorrerie compiute nelle isole occidentali e desiderava godere di nuovo della compagnia di Sigurd, presente nella traversata di ritorno dalle isole Orcadi.
A prescindere da chi fu il promotore, Sigurd strinse a quel punto un patto con il fratello maggiore Øystein, accettando di cedergli pro tempore il controllo dei suoi domini mentre egli era lontano da casa sua. Sigurd inviò dei messaggeri in vari angoli della Norvegia alla ricerca di uomini valorosi intenzionati a unirsi alla spedizione, indicando come luogo di raduno Bergen, sulla costa sud-occidentale norvegese, da cui sessanta navi (un numero questo riferito da tutte le saghe) si prepararono per alcuni mesi a salpare. Ipotizzando che come imbarcazioni fossero state utilizzate delle Skuldelev II, le quali potevano ospitare tra i settanta e gli ottanta uomini ed erano lunghe una trentina di metri, è verosimile credere che Sigurd avesse radunato tra i 4 000 e i 5 000 uomini (con meno probabilità 6 000), ma di certo non i 10 000 testimoniati da Alberto di Aquisgrana. Resta comunque una cifra ragguardevole, considerando che in quel preciso periodo storico la Norvegia era uno dei paesi meno popolosi d'Europa.

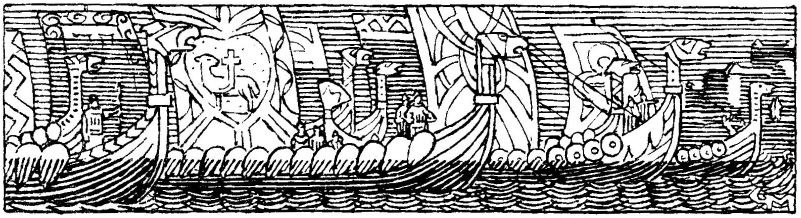
Re Sigurd lascia il paese in un'illustrazione di Gerhard Munthe

I membri della flotta cercarono di evitare che la partenza potesse avere luogo nei mesi freddi, durante i quali la navigazione sarebbe stata resa più disagevole, ma poiché era già giunto l'autunno e non si voleva attendere oltre, si scelse di evitare una lunga e rischiosa traversata diretta verso sud, preferendo saggiamente attuare una tappa intermedia in Inghilterra. L'ormeggio di genti scandinave su quell'isola non suscitava ormai più il terrore infuso nei secoli precedenti, quando erano in corso le feroci invasioni vichinghe. Ora il popolo di Sigurd vi giungeva in pace, in cerca di rifugio e viveri funzionali a proseguire il viaggio in serenità. Secondo le saghe, Sigurd venne caldamente accolto dal re Enrico I, figlio di Guglielmo il Conquistatore. Malgrado gli storici moderni tendano a dubitare della veridicità di questo incontro, non si può escludere che Enrico concesse a Sigurd sostegno di tipo economico e materiale per la spedizione. L'unico dato confermato con assoluta sicurezza è l'approdo di una maestosa flotta norvegese, come documentato anche da fonti anglosassoni. Pare che, per ricambiare il trattamento riservatogli, il sovrano norvegese accettò di destinare una grossa somma di denaro a varie chiese inglesi. La prolungata e tranquilla sosta sull'isola consentì di tenere compatta la flotta e gli uomini che ne facevano parte, munendosi di tutto l'occorrente per condurre agevolmente un viaggio dalla vasta complessità. Fu soltanto quando migliorarono del tutto le condizioni climatiche, ossia nella primavera del 1108, che si salpò e si solcò l'Oceano Atlantico, con l'intenzione di fiancheggiare la Francia occidentale (Valland).

### La Galizia e al-Andalus

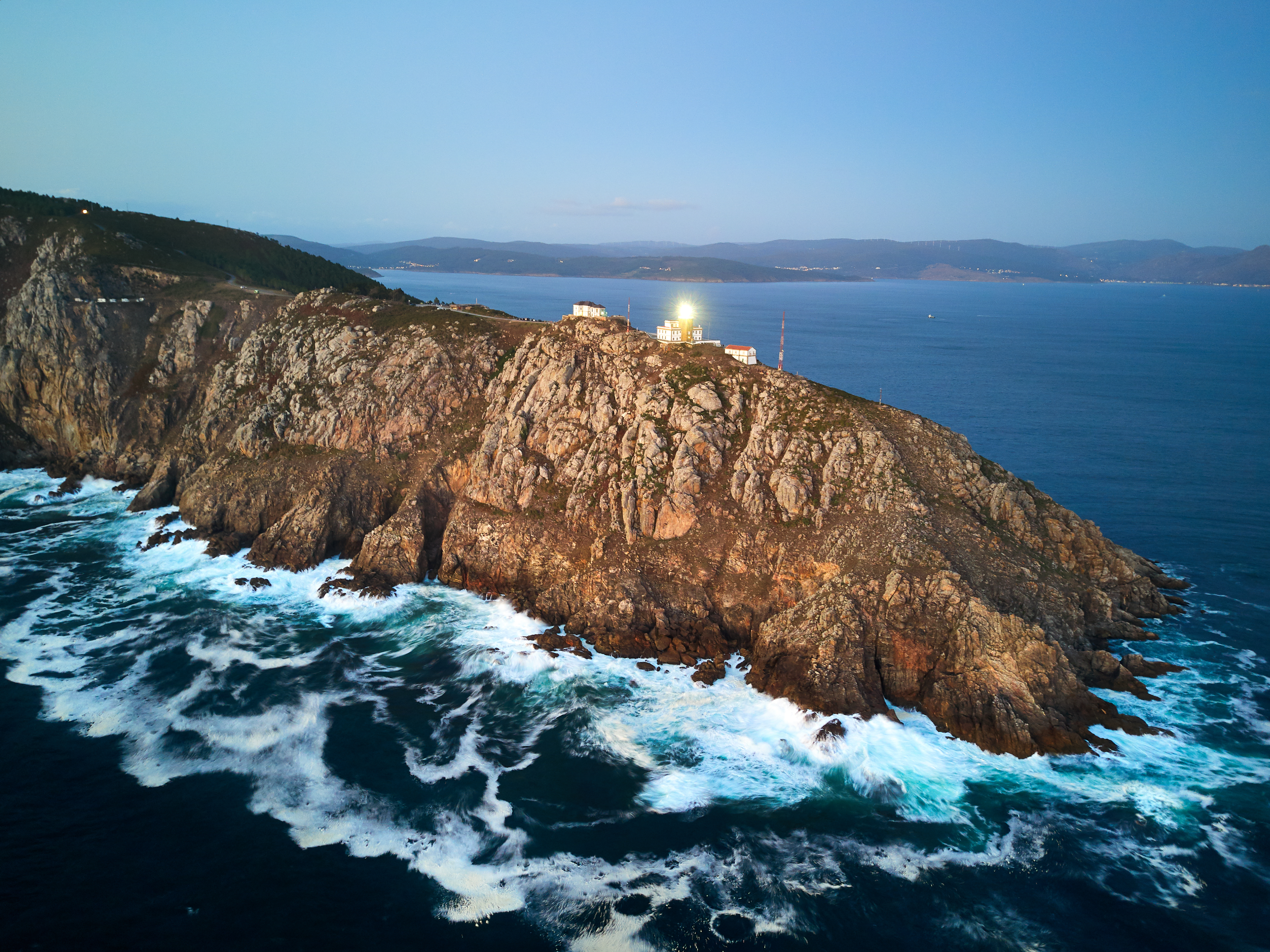
Capo Finisterre, in Galizia. Il frastagliato punto situato nell'estremo Nord-ovest della regione fu sicuramente doppiato dalla flotta norvegese.

Dopo aver perso per via di una tempesta una nave nei pressi dell'isola di Alderney, nel canale della Manica, si proseguì seguendo la linea delle spiagge e delle scogliere della Normandia, della Bretagna e dell'Aquitania. La traversata delle coste francesi si rivelò estenuante, trascinandosi per l'intera estate per via della costante necessità di approdare in cerca di viveri e acqua. Doppiato il golfo di Biscaglia, i norvegesi giunsero in Galizia (Galizuland) soltanto in autunno, dove forse Sigurd si recò in pellegrinaggio a Santiago de Compostela (Jákobsland, cioè la terra di [san] Giacomo).
Fu in Galizia che, per la prima volta, il gruppo di guerrieri scandinavi entrò in contrasto con la popolazione locale, a dispetto di confronti sempre pacifici con gli inglesi e con i francesi. Poiché il sovrano locale, Alfonso VI di Castiglia, era infatti impegnato in questioni relative alla successione al trono di sua figlia Urraca, l'ospitalità dei norvegesi fu decisamente demandata alla buona volontà della nobiltà locale. Un conte/duca (jarl nelle saghe) locale dal nome non indicato nelle fonti medievali venne a patti con gli stranieri, promettendo loro che avrebbero potuto beneficiare di un mercato permanente per trascorrere in modo sereno l'inverno del 1108. Quando una carestia sconvolse però la regione, l'offerta fu ritirata e, come conseguenza abbastanza prevedibile, Sigurd finì per scontrarsi con il conte. Quest'ultimo preferì fuggire dal suo castello anziché combattere, lasciando che gli stranieri si impadronissero del grosso delle scorte per riprendere il viaggio. Provando a ricostruire la fisionomia del misterioso antagonista dei norvegesi, con ampia verosimiglianza dovette trattarsi del castellano del non meglio identificato porto dove sbarcarono gli stranieri. È invece possibile che i negoziati di tregua fossero stati discussi con delegati di Enrico di Borgogna, unica autorità rimasta nella regione dopo la morte del cugino, da cui nominalmente dipendeva, Raimondo di Borgogna. La doppia indicazione come conte e duca sarebbe frutto della confusione, in quanto chi si fregiò di entrambe le designazioni fu il figlio di Enrico, Alfonso I (1128-1185), prima di quando divenne, nel 1139, re del Portogallo.
Ristabilita la pace con i galiziani, i norvegesi lasciarono la regione soltanto nella primavera del 1109, «addentrandosi per la prima volta in acque nemiche». Le fonti forniscono informazioni poco precise dal punto di vista storico sulle terre raggiunte dai crociati, limitandosi a ricorrere al toponimo "Spagna" (Spánn). Realisticamente, ciò si deve alla scarsa conoscenza o al disinteresse da parte degli autori delle saghe ad approfondire lo scenario geopolitico di al-Andalus, la porzione musulmana della penisola iberica all'epoca amministrata dagli Almoravidi. Si narra quindi di uno scontro avvenuto in mare che riguardò Sigurd e alcuni pirati (víkingr) saraceni a bordo di galee (galeiðr), una cruenta lotta terminata con la cattura norvegese di sette (oppure otto) imbarcazioni nemiche e di un fastoso bottino. Malgrado la battaglia possa apparire dallo scarso rilievo e frutto di un incontro casuale, non si può escludere l'ipotesi che, invece, la flotta fosse stata avvistata dai musulmani e che alcune galee fossero state spedite dal porto più grande e più vicino, probabilmente Lisbona, per intercettarle.

Il castello moresco di Sintra, in Portogallo. La città, allora in mano musulmana, fu attaccata da Sigurd e dal suo seguito nel 1109 e i suoi abitanti sterminati, quando rifiutarono di convertirsi.

Raggiunta la foce del fiume Colares, gli uomini approdarono e, compiendo una scelta ancora oggi ritenuta incomprensibile dagli studiosi, si allontanarono per ben nove chilometri dalla costa raggiungendo l'imponente castello moresco di Sintra, in Portogallo. Muovendosi in un territorio di cui conoscevano poco o nulla, per lo studioso portoghese Hélio Pires i nordici sarebbero stati spinti dal desiderio di eseguire una qualche rappresaglia per vendicare la precedente aggressione subita; una volta avvistato il castello locale, Sigurd si sarebbe istintivamente convinto del fatto che i predoni da lui sconfitti fossero stati per forza mandati da lì. Ciò lo spinse ad attaccare immediatamente la fortificazione, ma gli abitanti e le guardie del posto resistettero strenuamente ai loro aggressori, rifugiandosi al suo interno. Malgrado ciò, alla fine i difensori dovettero capitolare e il sovrano norvegese disse loro che avrebbe loro risparmiato la vita qualora si fossero convertiti al cristianesimo; poiché nessuno di loro optò per questa decisione, i catturati furono tutti uccisi. Ritornati alle imbarcazioni, i guerrieri si diressero verso la ben fortificata (borg) e «per metà cristiana e per metà musulmana» città di Lisbona (Lizibón), dove, complice la fama di opulenza di cui godeva, ci si aspettava di imbattersi in ricchissimi bottini. Malgrado la distanza tra le due località fosse tutt'altro che considerevole, quanto depredato a Sintra impose di dirigersi via mare verso l'obiettivo e non a piedi, una scelta questa che avrebbe permesso di non esporsi a pericolose imboscate. Sigurd seppe brillantemente espugnare il distretto occidentale di Lisbona, un'area vicina alla foce del Tago e importante sia dal punto di vista commerciale sia demografico, anche se al prezzo di varie perdite. A differenza di quanto narrano le saghe, è difficile teorizzare che i norvegesi riuscirono addirittura a fare breccia nelle mura e a penetrare in città; piuttosto, si limitarono a saccheggiare il distretto summenzionato. Stavolta il re non ne massacrò però la popolazione, in quanto diverse persone accettarono la conversione religiosa.
Ripartito da Lisbona, Sigurd ebbe modo di compiere un'ultima tappa sulla terraferma ad Alkasse, una località generalmente associata alla moderna Alcácer do Sal, presso la foce del fiume Sado. Invertendo la tendenza di Lisbona, le fonti riferiscono che il re si astenne da qualsiasi atto di clemenza e si lasciò andare a un massacro senza pari, sterminando gli abitanti e depredandoli di ogni avere. Sigurd concluse infine la lunga traversata dell'Atlantico superando lo stretto di Gibilterra (Nörvasund) e facendo l'ingresso nel mar Mediterraneo. I norvegesi abbandonavano così la penisola iberica al netto di cinque vittorie, ma la devastazione e i danni causati dagli attacchi norvegesi rimasero palpabili soltanto nelle saghe, poiché, nella sostanza, le razzie di Sigurd non apportarono alcuna modifica alla situazione geopolitica dell'area.

### Baleari
Sigurd non aveva oltrepassato da molto Gibilterra che subito alcune bande di pirati saraceni assalirono la sua flotta. Tuttavia, gli aggressori furono costretti alla fuga e i norvegesi poterono proseguire in serenità la propria navigazione. È verosimile che Sigurd avesse raggiunto il Mediterraneo prima dell'estate del 1109, avendo dunque attraversato nel giro di una stagione un territorio ostile e pericoloso, ma si tratta soltanto di una supposizione, poiché l'ultimo riferimento cronologico fornito dalle saghe risale alla primavera di quello stesso anno, quando i crociati abbandonarono la Galizia.

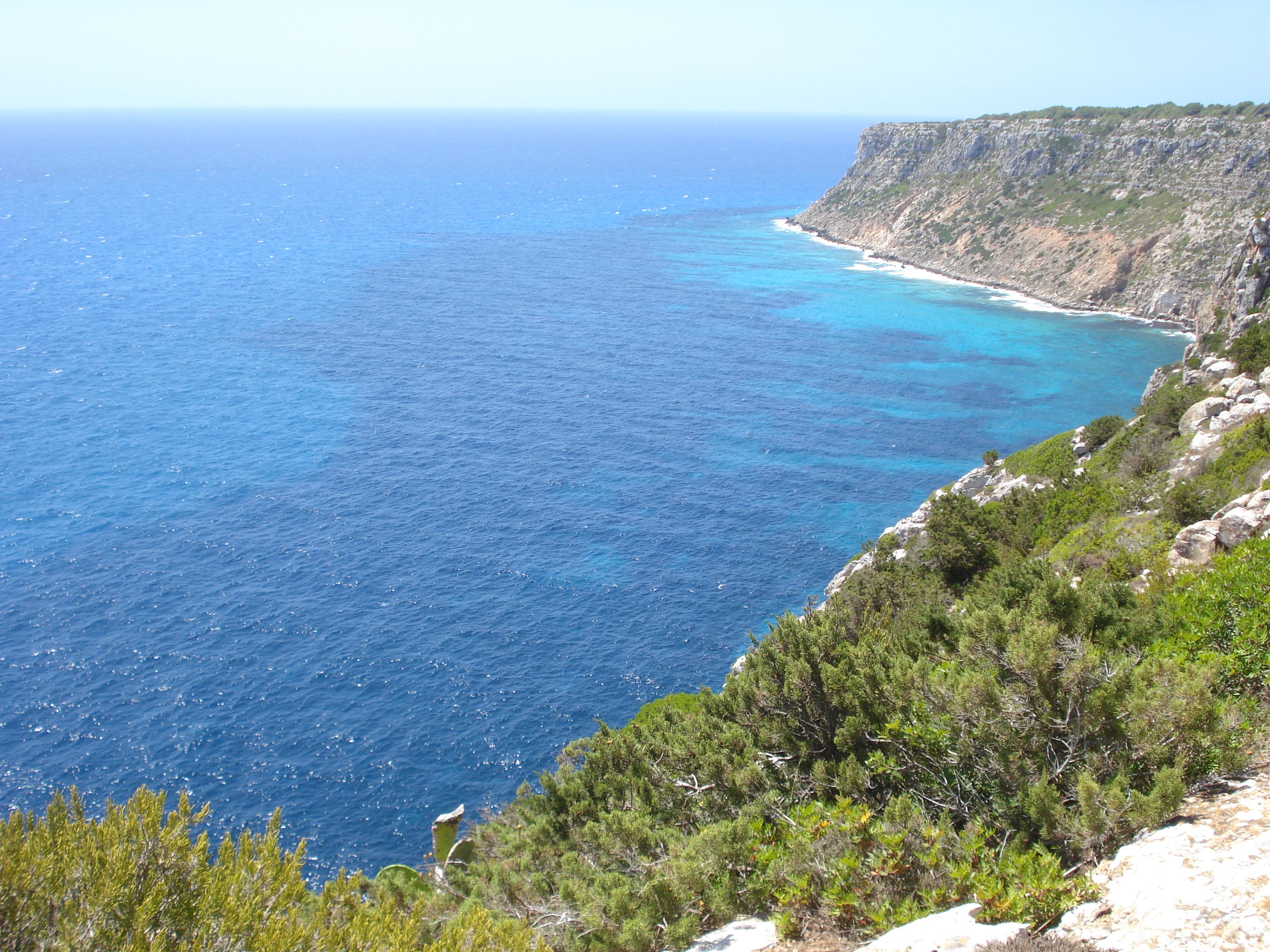
Panorama orientale dell'isola di Formentera, dove i norvegesi attaccarono i pirati saraceni e africani

Temendo di patire imboscate nemiche, Sigurd ordinò che venisse fatta rotta verso nord e che si procedesse il più in fretta possibile, superando così presto la Spagna meridionale (Serkland) controllata dalla dinastia degli Almoravidi. Tuttavia, per compiere una traversata veloce occorreva non distaccarsi troppo dalla costa e, al contempo, poter contare su un numero di viveri più che sufficiente. Fu per questo motivo che, quando la flotta raggiunse Formentera (Forminterra), appartenente alla Taifa di Minorca, decise di aggredirla. Le saghe sviscerano ed enfatizzano in modo preponderante questo episodio, dichiarando che l'isola delle Baleari era abitata «esclusivamente da pirati pagani» che erano «saraceni» (serkir) o «uomini neri» (africani, blámenn). I pirati avevano sfruttato un reticolo di grotte (hellir) rocciose protette da una sporgenza in alto e da un ripido pendio in basso, convertendole in una fortezza di fortuna. Avevano inoltre costruito un muro di pietra, alle spalle del quale custodivano i tesori ottenuti con le loro razzie. Gli studiosi hanno circoscritto la località descritta all'estremità orientale dell'isola, intorno a dove oggi sorge il faro di La Mola, il punto più elevato di Formentera. Consci dei vantaggi naturali conferiti dalla posizione in cui si trovavano i nemici, pare che i norvegesi esitarono ad attaccare, cambiando idea soltanto quando furono dileggiati e derisi per lo scarso coraggio. Secondo le saghe, in quel frangente il giovane Sigurd ebbe modo di dimostrare appieno il suo solido genio militare. Il re ordinò infatti ai suoi di portare a riva due piccole lance (barki), utilizzate all'occorrenza come scialuppe, e di trascinarle sulla sommità del dirupo, da un punto da cui potevano sovrastare i nemici. Fu un'impresa difficile, tenendo conto della considerevole ripidezza della scogliera. Fatti salire sui barchini quanti più guerrieri poté, perlopiù arcieri, li fece poi calare con delle corde fino all'imboccatura della caverna; mentre procedevano nella discesa, i norvegesi scagliarono quante più frecce e pietre possibili contro gli avversari, uccidendone alcuni e costringendo gli altri ad abbandonare l'ingresso e a ripiegare all'interno delle grotte. Sbarazzatosi con questo stratagemma della minaccia principale, accatastò grossi pezzi di legno nelle caverne e li incendiò, facendo propagare presto le fiamme. Ciò costrinse i pirati a decidere se tentare di uscire fuori, ma rischiando la vita perché attaccati dalle spade norvegesi, oppure morire bruciati o per asfissia a causa del fumo.

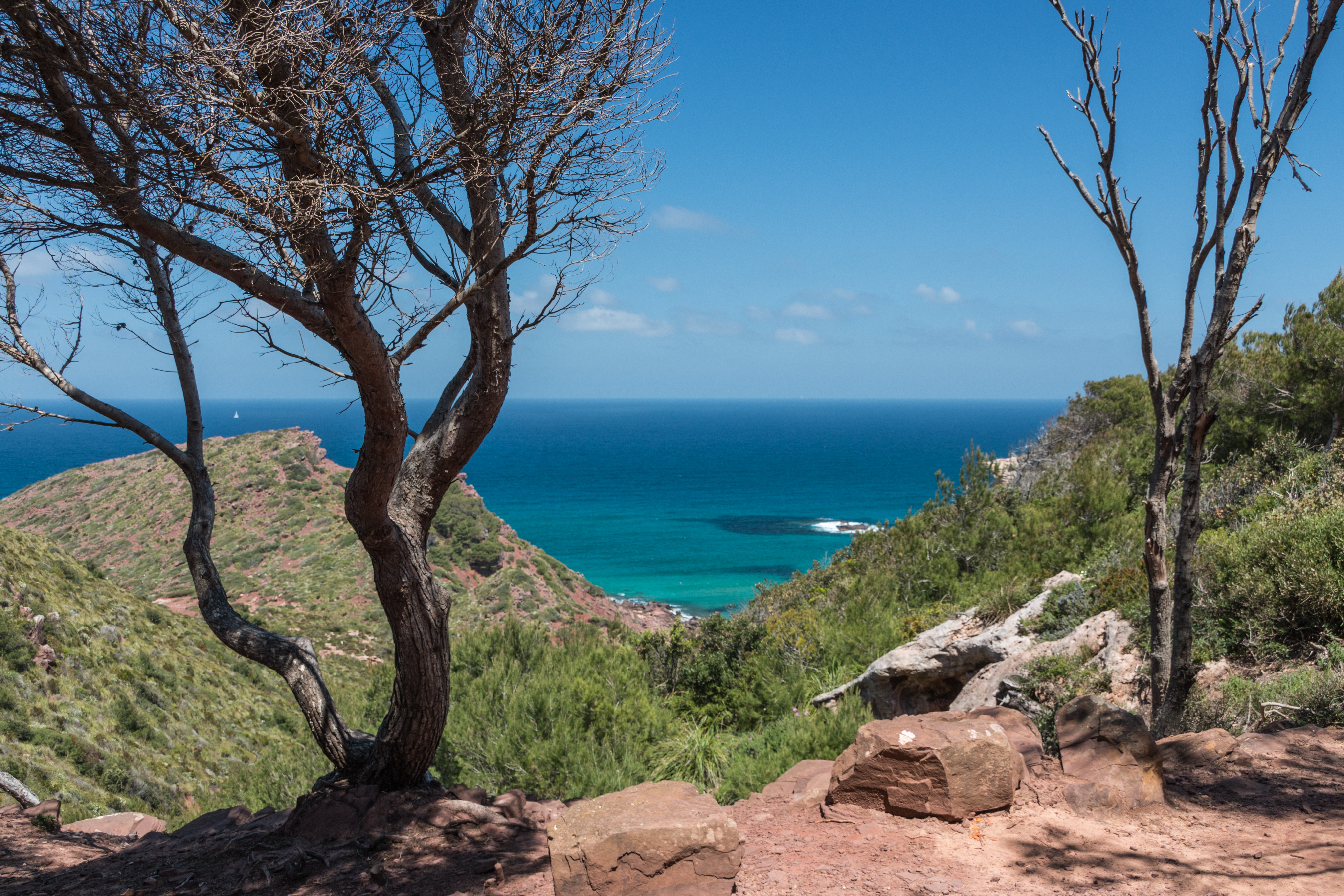
Scorcio di Minorca. Come Formentera e Ibiza, fu attaccata dalla flotta norvegese.

Archiviato lo scontro, restava da spartire il bottino, presumibilmente il più ricco mai ottenuto nel corso dell'intera spedizione. Secondo lo studioso Doxey, l'attacco a Formentera fu probabilmente l'evento di maggiore rilievo mai verificatosi nella storia della piccola isola. Stando alla testimonianza fornita dal Liber maiolichinus, realizzato nel 1125, l'episodio ebbe luogo invece a Ibiza e favorì alcuni rifugiati pisani, sbarcati sull'isola dopo essere stati attaccati dai pirati saraceni e che avevano trovato rifugio in un castello. Francesco D'Angelo tende a ritenere più attendibili le fonti nordiche in questo caso, ma ha sottolineato come siano fondamentali le asserzioni dell'opera appena sopraccitata, in quanto confermano ulteriormente come uno scontro tra musulmani e norvegesi ebbe effettivamente luogo sulle Baleari. Ibiza (Íviza) fu poi comunque raggiunta davvero da Sigurd, che soverchiò la guarnigione lì presente, provocando ingenti perdite e riportò dunque la settima vittoria della sua spedizione. Stranamente, lungo il percorso la flotta ignorò l'isola maggiore delle Baleari, Maiorca, e approdò invece a Minorca (Manork), dove per l'ennesima occasione si verificò uno scontro con la controparte e ancora una volta, l'ottava, Sigurd prevalse. È legittimo supporre che Maiorca fosse stata evitata perché ben fortificata e meno facile da assaltare, ragion per cui i norvegesi agirono nella maniera più opportunistica possibile colpendo gli obiettivi più vulnerabili. A ogni modo, sebbene le saghe celebrino questi successi nelle Baleari con enfasi avvincente e il cronista Guglielmo di Malmesbury affermi addirittura che l'arcipelago divenne «preda facile per [il nobile francese] Guglielmo V di Montpellier», non bisogna credere che la campagna condizionò alcun mutamento geopolitico, né che ciò avvenne in maniera stabile dopo la successiva spedizione alle isole Baleari condotta da una coalizione pisano-catalana a partire dal 1113.

### Sicilia
Per un discreto tratto, le mete raggiunte dopo la partenza da Minorca verso occidente restano avvolte del mistero. Ciò ha costretto gli studiosi a fare affidamento su fonti nordiche realizzate in epoca posteriore, in particolare quelle incentrate su viaggi compiuti da equipaggi scandinavi nel bacino del Mediterraneo. È stato osservato che, in ognuna delle opere scritte tra il 1153 e il 1275, le rotte seguite dai navigatori nordici rimasero sostanzialmente invariate tanto nell'Atlantico quanto nel Mediterraneo. Per chi da ovest o da nord navigava verso oriente, «il percorso più breve e immediato conduceva infatti in vista delle coste sud-occidentali della Sardegna, isola che rappresentava dunque una tappa intermedia, o quantomeno un importante punto di riferimento per i viaggiatori». Ciò ha permesso di dedurre che quando Sigurd abbandonò le Baleari, secondo gli storici nella tarda primavera del 1109, risulta abbastanza inverosimile credere che egli abbia sostato in Provenza oppure in Corsica.

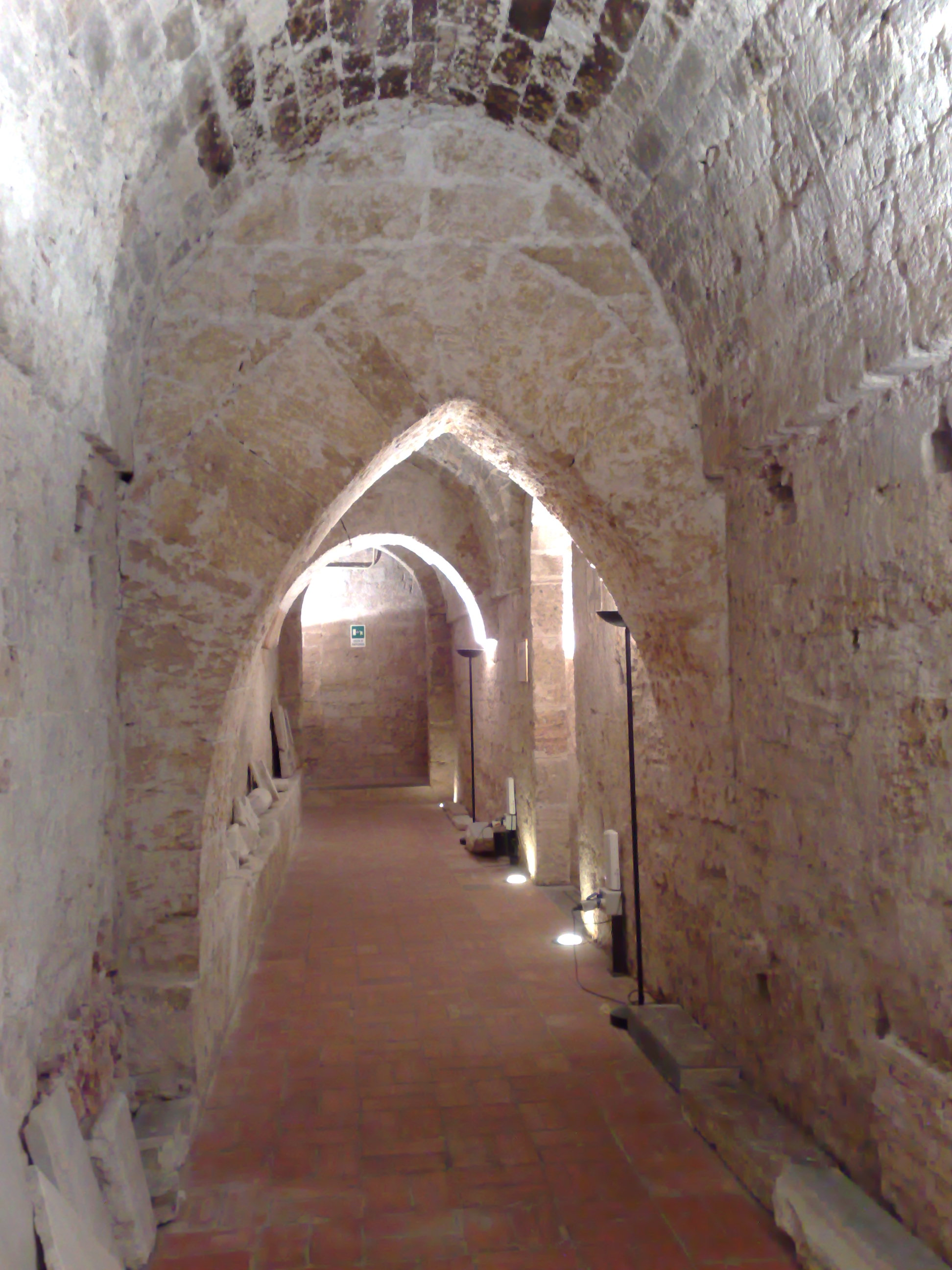
Scorcio interno di epoca medievale del Palazzo dei Normanni di Palermo, verosimile residenza di Ruggero d'Altavilla (il futuro Ruggero II di Sicilia)

Altrettanto ignoto è se in seguito si sia recato in pellegrinaggio religioso a Roma, come avrebbero fatto in futuro gruppi di crociati di diversa provenienza geografica. Le opere menzionano soltanto dell'arrivo in Sicilia (Sikiley) nel 1109, malgrado non concordino sul momento esatto in cui avvenne lo sbarco né si indica il luogo di arrivo. In passato si era sostenuto che i norvegesi fossero arrivati a Messina, ma questa scelta avrebbe implicato una significativa e ingiustificata deviazione verso est, seguendo la linea delle coste tirreniche italiane. Malgrado tuttora non vi sia alcuna certezza, è più legittimo teorizzare che lo sbarco ebbe luogo a Palermo, «città che costituiva un approdo naturale per chi proveniva da ovest attraverso il canale di Sardegna». In Sicilia gli scandinavi avrebbero trascorso molto tempo, anche perché le navi necessitavano di lunghe riparazioni e di approvvigionamenti. Inoltre, era opportuno che una flotta così vasta come quella radunata da Sigurd si raggruppasse nuovamente, pronta a muoversi verso la destinazione finale senza disperdersi. Sulla base di un'identificazione compiuta dagli storici, i viaggiatori incontrarono, forse nella città di Palermo, il giovane e quattordicenne Ruggero d'Altavilla (Roðgeirr), colui che nel 1130 divenne noto come Ruggero II di Sicilia. Egli viene definito dalle saghe indifferentemente conte e duca e ritenuto un personaggio potente, in quanto fautore della conquista della Puglia (Púll), un'affermazione anacronistica e legata alla generazione precedente, poiché in realtà era un adolescente sotto la reggenza di sua madre, l'influente Adelasia del Vasto. Va sottolineato che le fonti norrene medievali ricorrevano al toponimo "Puglia" in maniera estensiva, indicando l'insieme dei domini normanni peninsulari (Ducato di Puglia e Calabria). La serie di informazioni riferite lascia trapelare l'intenzione dei cantori islandesi e norvegesi di esaltare la stirpe normanna e la loro conquista dell'Italia meridionale. Resta comunque nebuloso se l'incontro avvenne davvero, tanto che non lo conferma nessuna fonte siciliana.
In passato, si era erroneamente associata la figura di Roðgeirr a Ruggero Borsa, figlio di Roberto il Guiscardo e duca di Puglia e Calabria (1085-1111), e che l'incontro fosse avvenuto lungo la costa tirrenica, magari a Napoli, Amalfi o Salerno. In realtà, poiché le saghe menzionano esplicitamente il toponimo "Sicilia", quest'interpretazione è stata del tutto fugata dalla storiografia. Si deve comunque sottolineare che, in maniera insolita rispetto al resto della spedizione, viene riferito poco o nulla in merito agli avvenimenti che ebbero luogo in Sicilia, eccezion fatta per una serie di banchetti trascinatisi per una settimana che vide come protagonisti Ruggero, Sigurd e i rispettivi seguaci. Sull'isola i norvegesi trascorsero il loro terzo inverno lontani da casa, ricevendo sempre un trattamento cortese e accingendosi a partire nell'estate del 1110 alla volta della loro tappa finale, il Regno di Gerusalemme (Jórsalaland).

## La crociata in Terra Santa

### Arrivo inOutremer

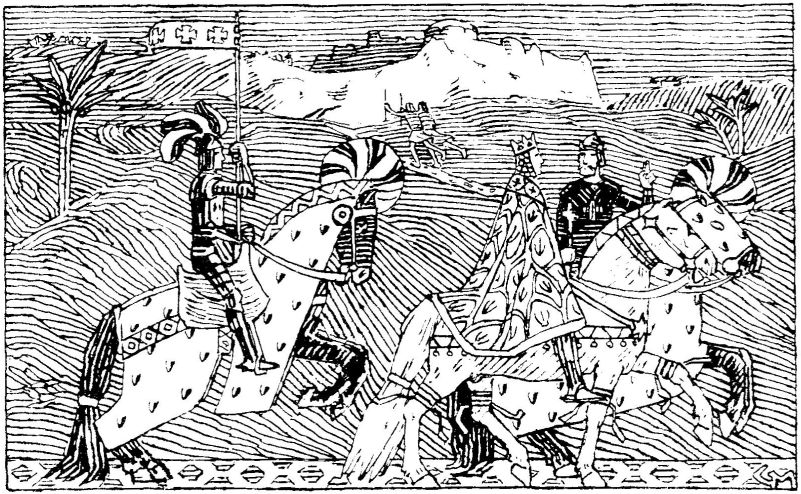
Re Sigurd e Re Baldovino cavalcano da Gerusalemme verso il fiume Giordano in un'illustrazione di Gerhard Munthe

Nonostante la lunga navigazione richiesta per la traversata, pare che Sigurd non dette ordine di effettuare alcuno scalo intermedio nel «mare di Grecia» (Grikklands hafi), ovvero il mar Ionio, né nel mar di Levante. Il luogo dove, nell'autunno del 1110, avvenne lo sbarco in Palestina è rimasto a lungo incerto: secondo Alberto di Aquisgrana, Sigurd puntò convintamente verso il porto di Ascalona, a sud-ovest di Gerusalemme, che allora si trovava sotto il controllo del Califfato fatimide d'Egitto. La città era invero già stata attaccata dai cristiani nell'agosto del 1099 (battaglia di Ascalona), ma non era capitolata del tutto e aveva continuato a fungere da avamposto principale per le navi militari egiziane, sovente cariche di soldati dirottati negli insediamenti fatimidi più prossimi alla costa. Giunto in vista della terraferma, il re norvegese attraccò nei dintorni del porto e lì vi rimase in attesa che il nemico lo aggredisse, speranzoso di poterlo colpire a sua volta e in seguito travolgerlo. Nonostante quel grande stuolo di navi fosse giunto nei paraggi di Ascalona, in realtà non vi fu alcuna reazione della popolazione e così Sigurd si convinse ad andare via in direzione di Giaffa, conquistata dai crociati nel 1100.
Le saghe nordiche, invece, indicano come punto di approdo Acri (Akrsborg), che pur essendo più a nord era uno dei principali porti di riferimento per i pellegrini in arrivo in Palestina. Infine, due cronachisti latini coevi rispetto agli eventi, Fulcherio di Chartres e Guglielmo di Tiro, propongono la città di Giaffa, la più vicina ai luoghi sacri del cristianesimo. A giudizio di Francesco D'Angelo, la soluzione definitiva sarebbe fornita proprio da tale filone e in particolare da Fulcherio, da considerarsi l'informatore più credibile in quanto cappellano di Baldovino I, l'allora re di Gerusalemme. Costui aveva da poco concluso una fruttuosa campagna contro la città di Beirut e, alla notizia dello sbarco di Sigurd si recò subito da lui per incontrarlo, con l'intenzione di scoprire le ragioni del suo arrivo. Una volta saputele, quando tempo dopo Baldovino pianificò una campagna militare congiunta, come si dirà più avanti, fu indotto su suggerimento dei suoi consiglieri a scartare l'idea di attaccare la munitissima Ascalona, dove dunque Sigurd non andò mai, e si concentrò su Sidone. Baldovino decise allora di radunare un esercito ad Acri, una scelta che risultava più comoda per motivi logistici. Lì sarebbero poi dovute giungere, come specifica il cronachista, anche le navi norvegesi ormeggiate a Giaffa, un'affermazione questa che permette di dedurre quale fosse stata la prima destinazione raggiunta da Sigurd e dal suo seguito. Se questa ricostruzione fosse quella corretta, si dovrebbe allora ritenere che gli scritti nordici riportano una versione distorta degli eventi.

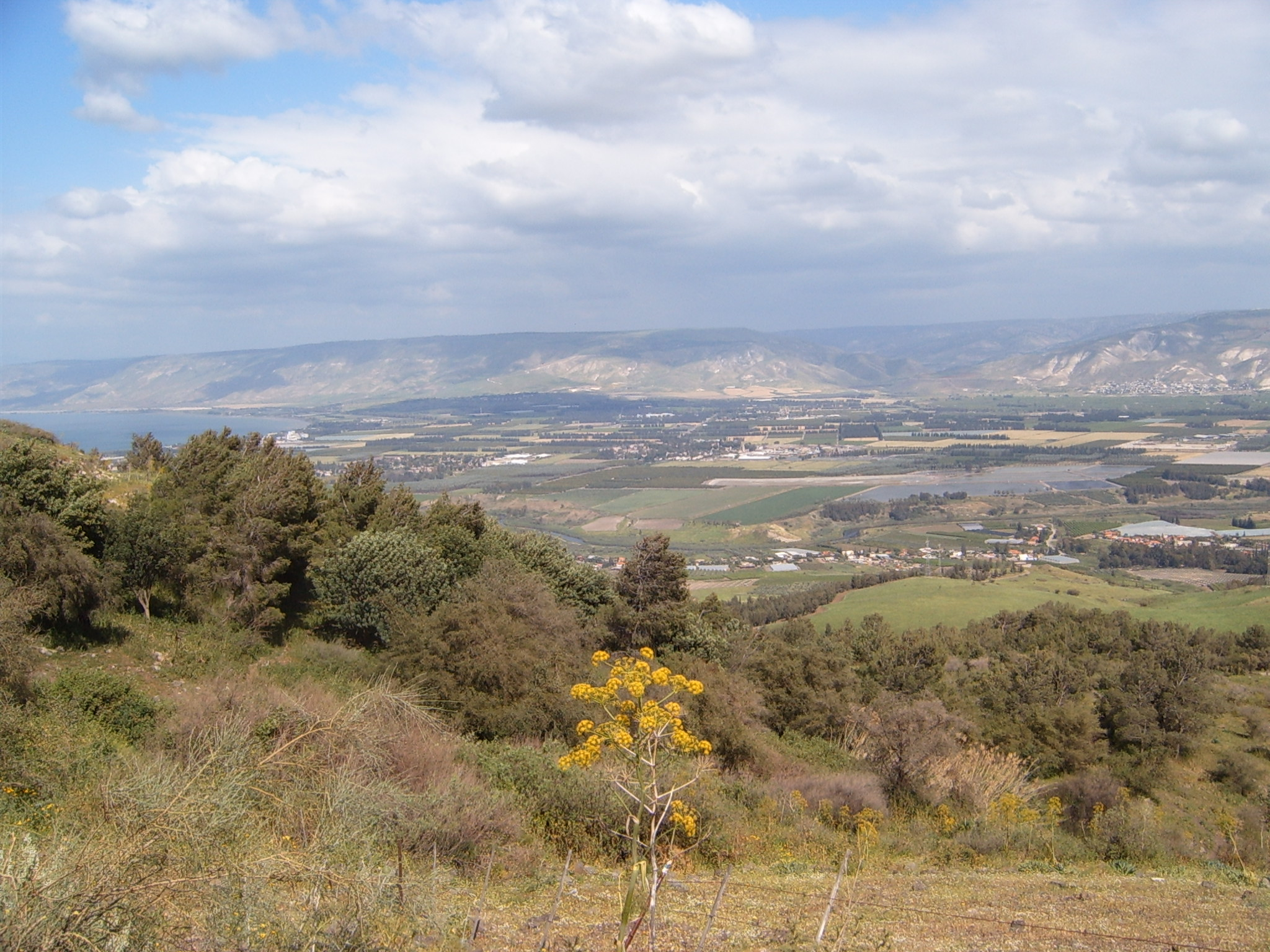
La valle del Giordano, visitata dai norvegesi mentre erano in Terra Santa, a sud del mare di Galilea

Sigurd fu il primo re occidentale a visitare le Terre d'Outremer e Baldovino lo trattò perciò con enorme rispetto, scortandolo fino a Gerusalemme (Jórsalaborg). Durante il cammino, Sigurd lo informò di volersi recarsi presso i luoghi santi di Gerusalemme e della valle del Giordano. Una delle opere nordiche, la Morkinskinna, racconta che Baldovino volle stupire il suo ospite riservandogli un'accoglienza sfarzosa, motivo per cui comandò che fossero esposti degli abiti riccamente decorati in prossimità di Gerusalemme. Una volta conquistatosi il favore del suo omologo, a Sigurd fu concesso l'onore di venire accompagnato in varie località, tra cui la collina del Golgota, la stanza dell'Ultima Cena e della Pentecoste, il giardino del Getsemani, la tomba della Vergine Maria, nella valle di Giosafat, il fiume Giordano (dove Sigurd si immerse), il Santo Sepolcro e tante altre ancora. Al termine di questa serie di pellegrinaggi, egli ricevette vari doni e persino un frammento della Vera Croce, una delle reliquie cristiane più venerate. Al contempo, dovette giurare di attuare alcune riforme ecclesiastiche in Norvegia, sebbene a questi impegni promessi non diede mai del tutto seguito. La fondazione di un'arcidiocesi norvegese, ad esempio, avvenne soltanto nel 1152, a più di un ventennio di distanza dalla morte di Sigurd. Inoltre, anche l'invito a custodire il frammento della Vera Croce presso la tomba del re Olaf II, venerato come santo, rimase disattesa, poiché Sigurd ne mantenne gelosamente il possesso per tanti anni ancora, fino a quando non la depositò nel 1127 alla chiesa della Santa Croce (Krosskirkja) edificata a Kungahälla. Lì vi rimase fino al 1135, l'anno in cui avvenne il trasferimento nella cattedrale di Nidaros.

### L'assedio di Sidone
All'arrivo di Sigurd in Oriente, gli Stati crociati avevano subito già un non indifferente percorso di espansione. Il Regno di Gerusalemme era cresciuto fino a dominare più o meno tutta la costa tra Giaffa e Acri, come detto caduta nel 1104. A nord erano nati il Principato di Antiochia, che di fatto accorpava quasi tutti i principali insediamenti tra Beirut e Alessandretta, e la contea di Tripoli. Tra queste due zone, le città libanesi di Tiro e Sidone apparivano le uniche a resistere ostinatamente.
Sigurd aveva speso l'estate del 1110 frequentando luoghi sacri e partecipando a eventi mondani svoltisi alla corte di Baldovino. L'arrivo dei combattenti stranieri aveva infuso un certo entusiasmo nella popolazione comune, nella nobiltà e persino in Baldovino stesso, che accarezzava l'idea di compiere una nuova campagna contro i musulmani. Apprese le vicissitudini vissute dai norvegesi, il re di Gerusalemme si consultò con i suoi consiglieri e individuò un bersaglio dove i guerrieri stranieri avrebbero potuto mettere alla prova il proprio valore. L'obiettivo infine prescelto fu Sidone (Sætt), una città della Siria (Sýrland) che, a giudizio del cronachista Alberto di Aquisgrana, soleva attaccare i pellegrini cristiani. La strategia concordata fu la seguente: Baldovino avrebbe attaccato via terra, mentre la flotta nordica avrebbe colpito dal mare. Oltre che sui suoi uomini e sui norvegesi, Baldovino poteva contare sull'arrivo di alcuni gruppi di inglesi, fiamminghi e danesi che precedentemente avevano visitato i luoghi sacri. Salpato da Acri, Sigurd mise in atto un autentico blocco navale a ridosso di Sidone, essendogli stato assegnato il compito di proteggere gli uomini dispiegati sulla terraferma qualora altre città egiziane avessero inviato soccorsi via mare. Il timore dell'arrivo di rinforzi si concretizzò quando comparve un enorme stuolo di imbarcazioni fatimidi, partite da Tiro in direzione di Sidone. Sigurd e il suo seguito soffrirono innegabili difficoltà, ma vennero provvidenzialmente soccorsi da un centinaio di galee della Repubblica di Venezia guidate dal doge Ordelaffo Falier in persona. Secondo una diversa ricostruzione, una colossale flotta egiziana era giunta ad Acri per bersagliare la città, ma alla notizia dell'imminente transito delle navi cristiane verso Sidone, esse avevano ripiegato nel sicuro porto di Tiro, da cui «nessuno osò» allontanarsi «per affrontarl[e]». Ciò avrebbe permesso al re di Norvegia, con tutte le sue forze al completo, di gettare le ancore e di stringere la morsa intorno a Sidone, dalla parte del mare.

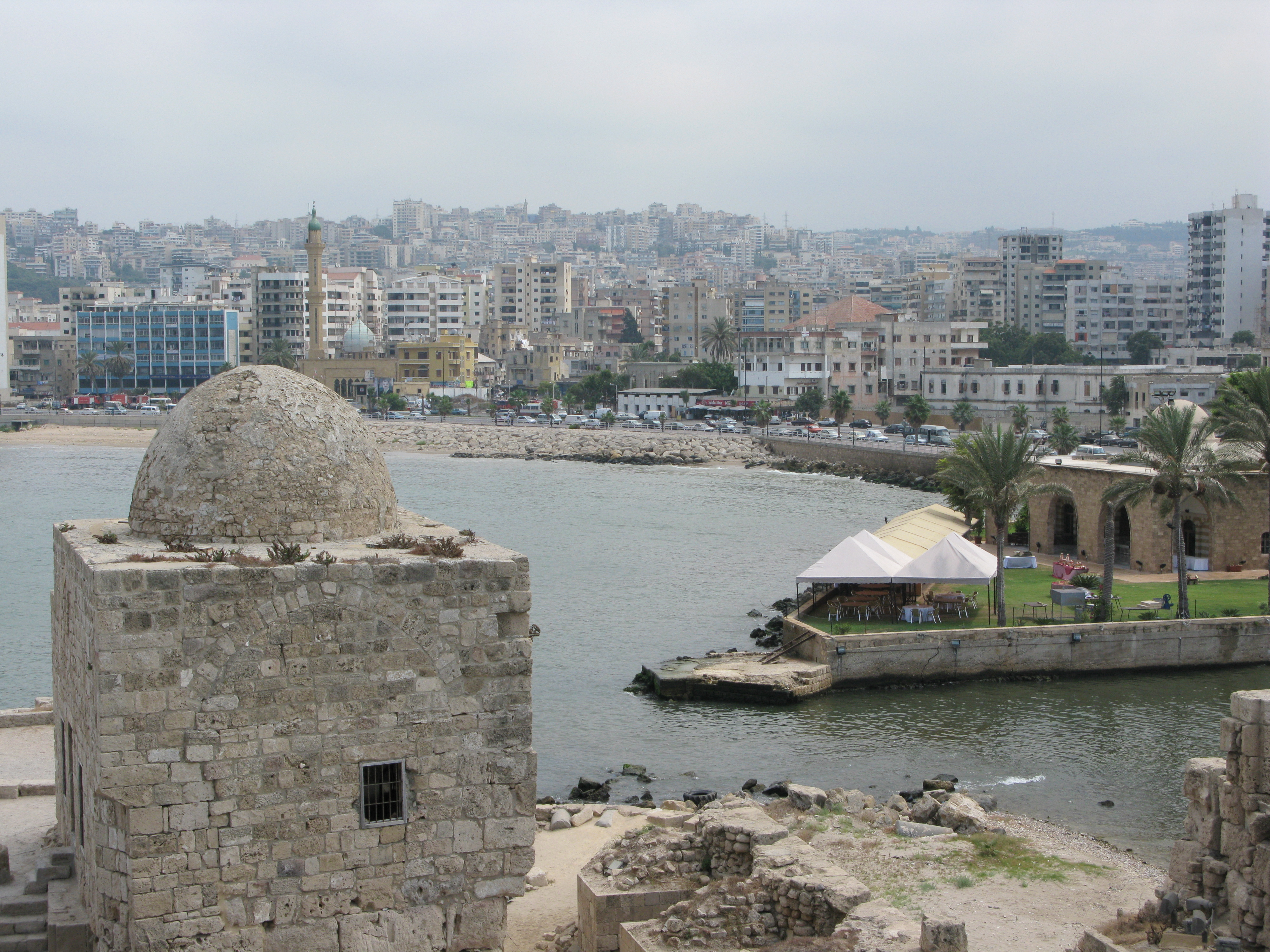
La moderna Sidone vista dal Castello del Mare

Frattanto, sulla terraferma, alle porte del mese di ottobre gli ingegneri di Baldovino avevano ultimato svariate torri d'assedio e macchine da lancio, funzionali a colpire incessantemente le mura difensive che i musulmani avrebbero disperatamente cercato di riparare. Quando l'attacco sembrò inevitabile, l'emiro di Sidone implorò i suoi avversari di risparmiarli, offrendosi di concedere un'ingente somma di denaro, ma la controparte rifiutò la proposta e si preparò a cominciare le ostilità. Secondo lo storico coevo siriano Ibn al-Qalanisi, l'attacco partì il 19 ottobre e durò quarantasette giorni. Poiché gli assedianti erano stati in grado di costruire delle torri più alte delle mura cittadine, i balestrieri ebbero gioco facile nel colpire i musulmani. Per difendersi dal rischio di incendi, ogni uomo era stato dotato di un secchio di acqua e di aceto. L'impossibilità di fronteggiare un nemico del genere costrinse la guarnigione di Sidone a studiare un contrattacco, motivo per cui si escogitò di scavare diverse gallerie sotterranee sotto la torre d'assedio, per farla crollare. Al contempo, il governatore cittadino ordì un complotto per assassinare Baldovino; così, strinse contatti con un musulmano rinnegato addetto al servizio personale del re, che in cambio di una notevole quantità di denaro accettò l'incarico. Tuttavia, i cristiani indigeni di Sidone ne vennero a conoscenza e scoccarono verso l'accampamento crociato una freccia con un messaggio, al fine di mettere in guardia il re. Poiché entrambi i piani furono sventati, in quel momento l'unica soluzione sensata rimasta appariva la resa.
La strategia di conquista escogitata da Baldovino raggiunse nel giro di meno di due mesi lo scopo prefissato: gli stremati abitanti della città si dissero pronti ad arrendersi, a condizione che fosse loro garantito un salvacondotto che avrebbe permesso, a chi non fosse voluto rimanere, di raggiungere Damasco con tutti i propri beni. Il 4 dicembre, Baldovino accettò la proposta e impose il pagamento di un esoso tributo pari a 20 000 dinari (o bisanti aurei), una cifra che consentì soltanto ai notabili cittadini di lasciare la città, mentre gli abitanti più poveri furono costretti a rimanere. I cristiani si assicurarono così il possesso di un altro importante avamposto, considerando che a quel punto l'intera costa siriana era in loro controllo, salve Ascalona a sud e Tiro al centro. Ciò rese il governatore di quest'ultima città particolarmente inquieto, ma anche in altre latitudini del mondo arabo si apprese la notizia con costernazione e inenarrabile angoscia. Pare che persino la remota Baghdad, capitale del Califfato abbaside, cercò di spronare una reazione contro la minaccia cristiana. Quanto al ruolo assunto da Sigurd durante la battaglia, la storiografia gli ha solitamente riservato un'incidenza tutto sommato secondaria. Al contrario, secondo le saghe si consacrò proprio in quell'occasione, motivo per cui la guerra contro Sidone sarebbe coincisa con l'apice della crociata norvegese.
Il resoconto dell'assedio sopravvisse perlopiù in forma orale per diverso tempo, venendo poi ripreso brevemente da Teodorico monaco e, in seguito, da altre fonti scandinave. A giudizio degli autori, Sigurd si dimostrò addirittura magnanimo, considerando che, stando alle consuetudini del tempo, a lui sarebbe spettato il possesso della metà della città conquistata e ai suoi uomini la metà del bottino. Tuttavia, con lodevole cavalleria e cortesia, egli vi avrebbe rinunciato, cedendo tutto al suo alleato Baldovino. Per Sigurd si trattò della nona vittoria su nove riportata sul campo di battaglia, ma a differenza della sequela di lotte precedenti «segnata da exploits tanto eclatanti quanto estemporanei, perché privi di conseguenze geopolitiche», in questo caso l'intervento norvegese era stato fondamentale per consentire la presa di un porto cardine e una concreta espansione del regno di Gerusalemme. A detta di alcuni cronisti inglesi, probabilmente traviati dal resoconto testimoniato da alcuni pellegrini o crociati di ritorno dall'Oriente, Sigurd avrebbe attaccato assieme a Baldovino anche il porto di Tiro. Tale versione deve considerarsi frutto di confusione, in quanto il re di Gerusalemme effettivamente attaccò quella città (assedio di Tiro), ma con esiti infausti, senza supporto esterno e soprattutto tra l'autunno del 1111 e la primavera del 1112, dunque quando Sigurd aveva già da tempo abbandonato la Terra Santa.

## Il viaggio di ritorno

### Cipro e Costantinopoli

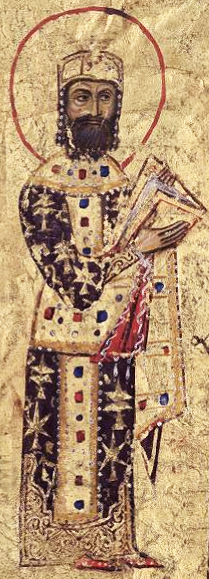
Alessio I Comneno (1048-1118), l'imperatore bizantino che fu incontrato da Sigurd e dal suo seguito norvegese quando essi raggiunsero Costantinopoli

Concluse le operazioni a Sidone, Sigurd considerò esaurita la propria missione e si recò ad Acri. Così, nel dicembre del 1110, salpò dalle coste palestinesi con il suo «muro ininterrotto» di navi (come le definisce il poeta islandese Snorri Sturluson) e si diresse in principio verso Cipro, sostandovi per qualche tempo. Fu lì che i norvegesi incontrarono per la prima volta dei guerrieri della loro stessa etnia, i membri della Guardia variaga di stanza a Pafo, nel sud-ovest dell'isola. Si trattava del seguito che aveva affiancato, senza far ritorno in patria, il re danese Eric I, recatosi in pellegrinaggio in Terra Santa e morto nel 1103 proprio a Pafo. La loro presenza, attestata con certezza almeno dal 1150 circa, fu con buon margine di approssimazione voluta già dall'allora regnante Alessio I Comneno tempo addietro, ossia a cavallo dei primi anni del XII secolo. A Cipro Sigurd e il suo seguito passarono il Natale, facendo poi rotta verso nord, più precisamente verso lo stretto dei Dardanelli. Qui, in una località indicata come Engilsnes ("Promontorio dell'angelo") e situata forse nella penisola di Gallipoli, sostò per due settimane, in attesa che spirasse una diversa brezza.
L'intenzione era quella di presentarsi in pompa magna a Costantinopoli (Miklagarðr), che godeva della fama di metropoli più illustre del continente. Il passaggio a vele spiegate di una flotta tanto immensa fu seguito con attenzione dagli abitanti che vivevano a ridosso del mar di Marmara. Informato dell'imminente arrivo di Sigurd, pare che Alessio Comneno (detto nelle saghe Kirjalax, una contrazione di Kirye e Alexie che sta per "Grande Alessio") fece spalancare la Porta d'Oro (in norreno Gullvarta) e distendere preziose stoffe che avrebbero accompagnato la venuta dei norvegesi. Discesi a terra prima dell'ingresso cittadino, i guerrieri procedettero in sella verso le porte di Costantinopoli, malgrado non venga chiarito dalle saghe dove gli uomini ebbero modo di munirsi dei cavalli. Si vocifera che Sigurd cavalcò quindi a passo d'uomo su un equino munito di ferri di cavallo appositamente realizzati in oro e che, di proposito, egli ne fece cadere uno a terra lasciandolo lì, al fine di suscitare impressione tra la folla. L'episodio risulta sicuramente frutto del folklore, così come il racconto secondo cui Sigurd fosse stato autorizzato a recarsi nel sontuoso palazzo delle Blacherne (Laktjarnir), la residenza imperiale più lussuosa della capitale. La carica dell'imperatore bizantino era infatti ammantata da un'aura di sacralità quasi inscalfibile, e determinati luoghi risultavano preclusi a chiunque tranne lui. Si susseguono poi aneddoti poco realistici inerenti alla fama e alla generosità di Sigurd verso i propri uomini, come il fatto che si sarebbe concesso addirittura il diritto di declinare gentilmente, e più volte, i doni e le ricchezze a lui offerte da Alessio, affinché fossero elargiti invece soltanto a loro. Più veritiera sembra l'ipotesi che a Sigurd e al suo seguito più fidato fu concesso di risiedere in una qualche residenza imperiale secondaria. È inoltre probabile che abbia avuto luogo un banchetto che coinvolse i due sovrani e l'imperatrice Irene Ducaena, anch'essa complimentatasi con Sigurd per la sua munificenza. Un altro momento di svago avvenne poco dopo, quando pare che, ad alcuni messaggeri imperiali che gli chiedevano se preferisse ricevere dell'oro oppure partecipare a dei giochi i quali si sarebbero organizzati presso l'ippodromo di Costantinopoli (paðreimr), Sigurd abbia risposto optando per quest'ultima scelta, assistendo ai giochi in prima persona.

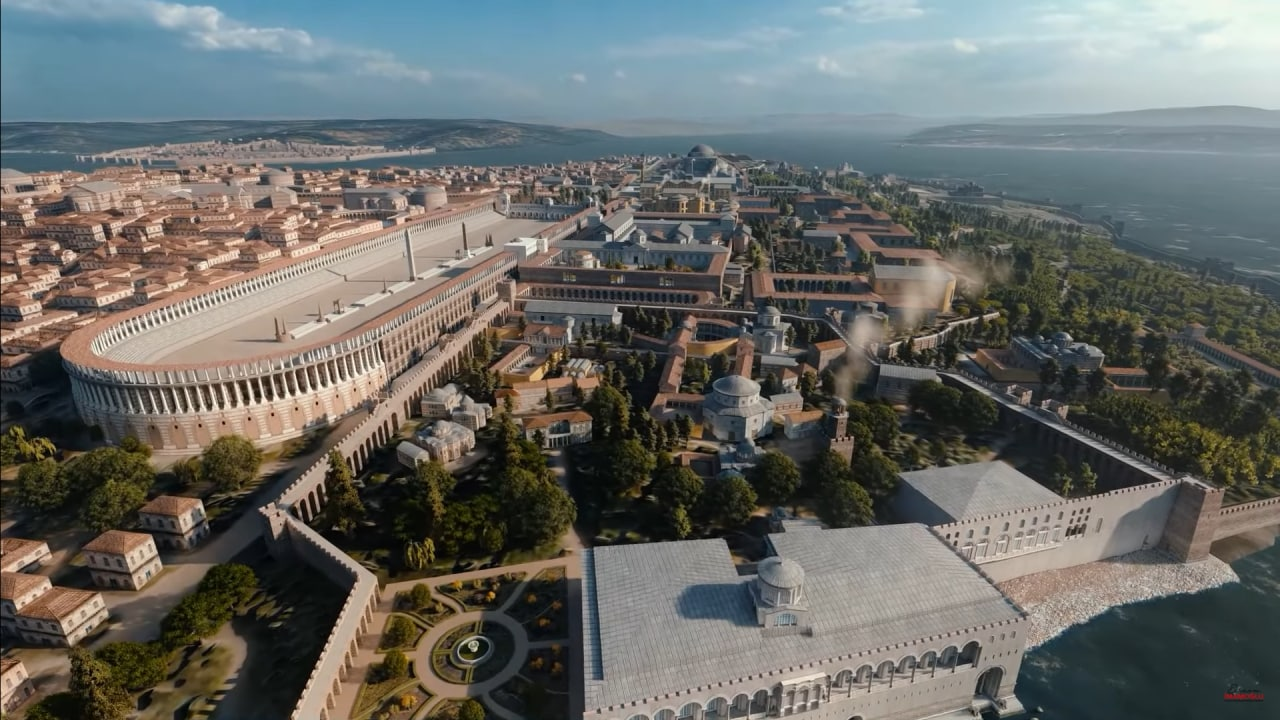
Ricostruzione grafica compiuta dagli studiosi della Costantinopoli medievale, in particolare della zona dell'ippodromo

«Dopo settimane trascorse tra feste, banchetti e spettacoli circensi», alla fine dell'inverno del 1111 i guerrieri norvegesi decisero di abbandonare Costantinopoli e di partire via terra per la loro patria. Implausibile appare l'informazione secondo cui Alessio Comneno avrebbe negato alla controparte il permesso di andare via, tanto sarebbe rimasto obnubilato dalla sagacia e dal valore di Sigurd e del suo seguito. Il cronista inglese Guglielmo di Malmesbury, contemporaneo agli eventi, e l'Ágrip, la saga cronologicamente più vicina alla crociata, riferiscono che il re scelse di cedere il possesso delle navi a Costantinopoli, il quale avrebbe esposto una prua a forma di drago (dreki, l'ennesimo elemento nordico tipico dell'epoca vichinga) sul tetto di San Pietro a mo' di trofeo. Al di là della dimostrazione di generosità indicata dalle saghe, è più probabile che il re si persuase a rinunciare alle sue navi perché esse necessitavano di costante manutenzione e perché un nutrito numero dei suoi uomini (circa 2 500 su un totale di 3 000 o 4 000 veterani della spedizione) aveva deciso di entrare a far parte della Guardia variaga, con l'intenzione di vivere stabilmente in territorio bizantino. In ultimo, per le conoscenze navali dell'epoca ritornare ad attraversare lo stretto di Gibilterra in direzione dell'Atlantico risultava un'impresa al limite dell'impossibile, per via delle forti correnti che fluivano in maniera costante verso oriente.

### Ritorno in Norvegia
Le navi erano state scambiate con dei cavalli, grazie a cui i norvegesi avrebbero potuto intraprendere il viaggio di ritorno. Essi partirono nella primavera del 1111 e, a differenza di ogni altra fase precedente della spedizione, il cammino fu privo di eventi di rilievo. Si trattò sicuramente di un viaggio dai toni dimessi, considerando che, al contrario delle sontuose premesse dell'andata, Sigurd tornava a casa al massimo con un centinaio di uomini al seguito. Le terre da lui varcate compresero nell'ordine la Bulgaria (Bolgaraland), all'epoca in mano bizantina, l'Ungheria (Ungaraland) e la Pannonia (Pannóníam), da cui si pervenne poi in terra tedesca e si transitò in Baviera (Býaraland), in Svevia (Sváfa) e in Sassonia (Saxland). Lì il gruppo fu ricevuto dal duca Lotario di Supplimburgo, definito già però, in maniera anacronistica, imperatore del Sacro Romano Impero dai testi nordici (lo divenne dal 1133). Lotario, dopo aver appreso le vicende che avevano visto come protagonisti il nugolo di combattenti norvegesi, indicò loro dei mercati dove poter acquistare merci e mise loro a disposizione delle guide, affinché potessero attraversare in totale sicurezza il territorio sassone.
Intorno alla festa di mezza estate che lì si celebrava, Sigurd raggiunse la Danimarca, più precisamente lo Schleswig (oggi al confine tra la Danimarca e la Germania), e si vide con il conte locale, che gli riservò un lauto banchetto. Nella città mercantile di Hedeby incontrò di persona il re Niels, il quale accolse i norvegesi calorosamente e si offrì di accompagnarli fino allo Jutland, da dove, con una nave regalatagli, il sovrano norvegese poté attraversare il canale dello Skagerrak. Sempre nell'estate del 1111, Sigurd attraccò verosimilmente nei pressi del fiordo di Oslo, dove avevano sede i principali porti per chi arrivava dallo Jutland, e da lì marciò a piedi villaggio per villaggio allo scopo di interagire con i suoi sudditi e informarli sull'esito dell'impresa. Incontrati i suoi fratelli, fu accolto in maniera festosa e trascorse ulteriori giorni celebrando e commemorando i trionfi conseguiti. In concomitanza di questi eventi, la spedizione poté dirsi definitivamente conclusa.

## Conseguenze
Al suo ritorno, Sigurd aveva vent'anni e, a opinione di Snorri Sturluson, mai una spedizione più onorevole era fino ad allora partita dalla Norvegia. Di certo ogni superstite portò con sé, e per tutta la vita, un bagaglio di conoscenze geografiche, diplomatiche e militari difficilmente paragonabili a quelle dell'uomo comune. In un'ottica più ampia, il suo viaggio ebbe conseguenze molto importanti per la Norvegia, la quale venne definitivamente associata nell'immaginario collettivo al mondo della cristianità. Durante la sua impresa, Sigurd aveva avuto il privilegio di incontrare diversi sovrani europei, i principali d'Oriente e d'Occidente (fatta eccezione per il re francese e il papa), malgrado non sia noto se effettivamente conobbe tutti quelli citati dalle saghe. A compiere questa valutazione furono anche autori di origine non norrena, come il francese Pietro il Venerabile, che risulta la fonte scritta più cronologicamente vicina alle vicende di Sigurd, in quanto egli completò le proprie opere nel 1123, due anni prima rispetto al Liber maiorichinus.
Presto le storie sulle gesta del re norvegese si diffusero in vari angoli d'Europa, oltre a sopravvivere in patria anche grazie ai cimeli e alle reliquie portati dall'Oriente e donati a varie chiese e città del regno. Quando nel 1115 Olaf morì, i rapporti tra Sigurd e Øystein si fecero tesi e pare che la spedizione divenne forte oggetto di controversia tra i due fratelli. Se da una parte Sigurd rivendicava un ruolo di primo piano dicendo di aver compiuto un'impresa al limite dell'impossibile e che aveva nobilitato il giudizio europeo sulla Norvegia, dall'altra Øystein rinfacciò al fratello le varie azioni da lui compiute in sua assenza, tra cui la costruzione di alcune chiese, e gli ricordò quanto fosse stato leale, poiché Sigurd era ritornato a casa praticamente senza esercito e sarebbe stato d'altronde facile detronizzarlo se lo avesse voluto. Malgrado i dissapori, nessuna delle due parti alla fine arrivò a rompere la pace e la Norvegia non fu scossa da lotte intestine.

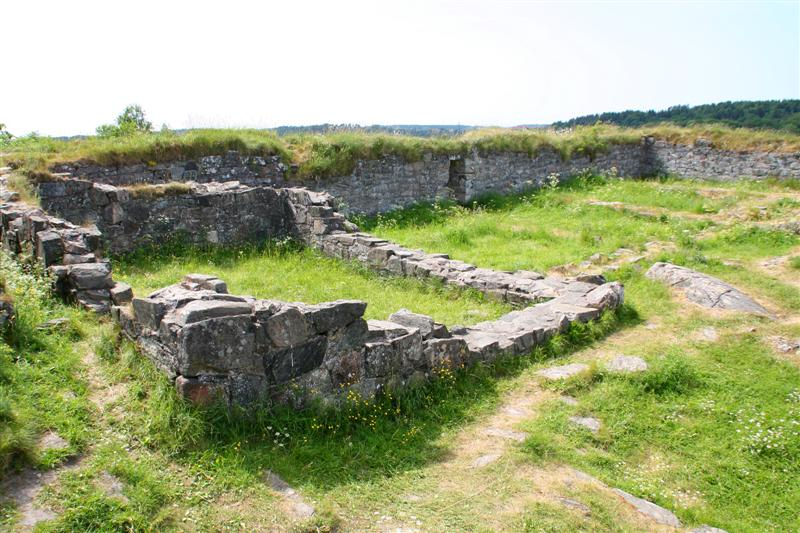
Rovine del castello di Ragnhildsholmen. Fu costruito nei pressi di Kungahälla, la chiesa in legno in cui re Sigurd conservò il frammento della Vera Croce ricevuto da Baldovino I di Gerusalemme

Vi è un secondo episodio che riguardò Sigurd e le dispute religiose, la cosiddetta leva navale di Kalmar (Kalmarnar leiðangr), iscritta addirittura da Pietro il Venerabile al novero delle crociate. Nel 1123, il monarca norvegese decise di recarsi nella regione svedese dello Småland, come testimoniato con ampi dettagli da Snorri Sturluson. Quest'ultimo riferisce che l'intervento militare di Sigurd avvenne su invocazione di re Niels di Danimarca, lo stesso che nel 1111 aveva accolto il norvegese di ritorno dall'Oriente. Lo scopo formale appariva quello di convertire i numerosi abitanti pagani della regione, che costituivano ancora la maggioranza della popolazione. Niels radunò però troppo presto le sue truppe rispetto a Sigurd e ne attese invano l'arrivo al luogo convenuto, lo stretto dell'Øresund, circostanza che portò alla smobilitazione dei guerrieri danesi e al loro ritiro. Quando il re norvegese infine giunse, criticò a sua volta il comportamento della controparte, riunendo un consiglio di guerra e decidendo per ripicca di saccheggiare lo Småland; alla fine, gli abitanti del posto furono presumibilmente convertiti. La narrazione di questo episodio, se da un lato testimonia ancora una volta l'atavico istinto predatorio nordico di qualche secolo prima, dall'altro consente di asserire con sicurezza che gli autori giudicavano queste spedizioni alla stregua di un conflitto contro i «nemici della croce di Cristo».
Nel 1123, dopo la morte di Øystein, Sigurd visse degli anni abbastanza travagliati e pare impazzì, malgrado non possa inequivocabilmente dirsi se si trattò di un disturbo da stress post-traumatico o di un disturbo bipolare. Quando il re nel 1130 morì, il diritto alla successione al trono di un suo figlio illegittimo, Magnus IV, fu contestato da un pretendente irlandese di nome Harald che si professava figlio di Magnus III (il padre di Sigurd I); lo scontro che ne seguì generò un lungo e tormentato periodo di guerre civili, trascinatosi addirittura fino al 1240.
Quanto alle operazioni effettuate in Terra Santa, Baldovino I poté come detto entrare stabilmente in possesso di un presidio strategico e, a seguito della conquista, fu costituita la signoria di Sidone, assegnata ad Eustachio I de Grenier a titolo di feudo, il quale già era governatore di Cesarea. Minore impatto ebbero invece gli attacchi in terra iberica, trattandosi di episodi sporadici, ma i sovrani di quella regione seppero in seguito percepire il potenziale bellico dei gruppi di crociati stranieri e canalizzare le loro forze nella Reconquista. Si spiega così la natura di episodi storici di epoca successiva che videro come protagonisti guerrieri scandinavi (è il caso dell'assedio di Lisbona del 1147, del massacro di Alvor del 1189 e dell'assedio di Silves, avvenuto sempre nel 1189).

## Fonti

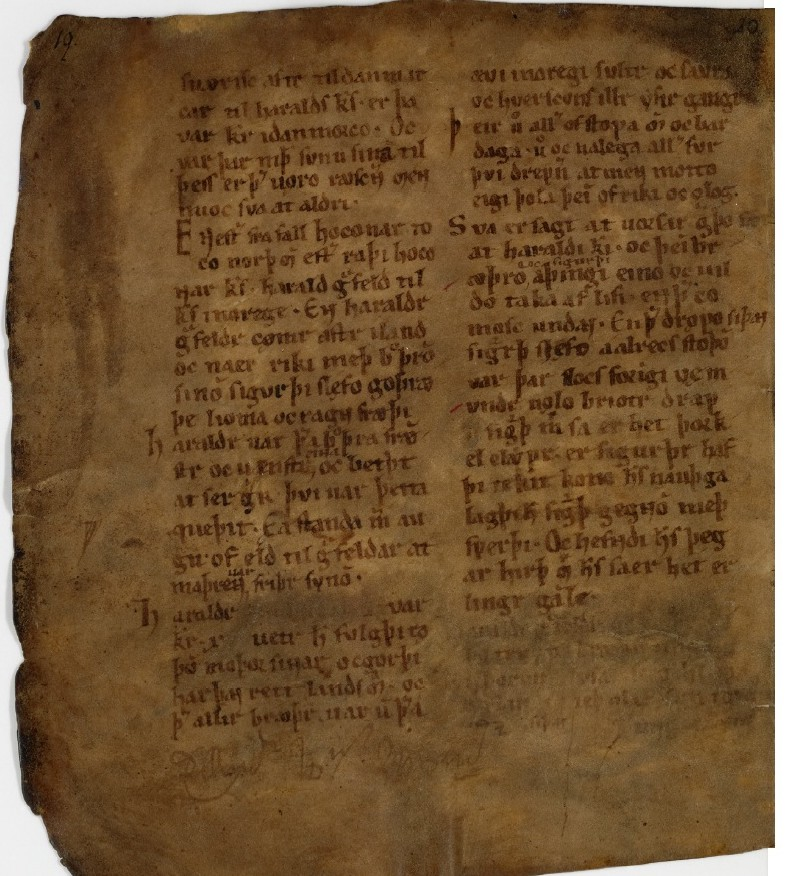
Pagina tratta dall'Ágrip af Nóregskonungasögum ("Compendio delle saghe dei re di Norvegia") del 1190 circa, una delle opere che descrive il viaggio compiuto dai norvegesi in Terra Santa

Sfortunatamente, nessuno tra Sigurd e il suo seguito attestò di proprio pugno le vicende che coinvolsero gli equipaggi. I poeti di corte di Sigurd, prevalentemente islandesi, furono i primi a divulgare l'epopea oralmente e per decenni, fino a quando essi non vennero riportati e rielaborati in forma scritta nello Skaldatal ("Catalogo degli scaldi"), composto in Islanda nella metà del XIII secolo. Altri testi importanti risultano i due sinottici norvegesi, di cui il primo è la Historia de antiquitate regum Norwagiensium ("Storia dell'antichità dei re norvegesi"), ultimata tra il 1177 e il 1188 dal norvegese Teodorico monaco, che a dispetto del soprannome era forse un canonico della cattedrale di Nidaros (la moderna Trondheim). L'altro sinottico è l'Ágrip af Nóregskonungasögum ("Compendio delle saghe dei re di Norvegia") del 1190 circa, realizzato da un autore anonimo e anch'esso riconducibile all'ambiente culturale e letterario della cattedrale di Nidaros, oltre che in parte basato proprio sul lavoro di Teodorico. Si tratta del più antico testo in norreno di cui si ha conoscenza inerente alla spedizione.
Gli scritti risentono di un'impostazione prevalentemente clericale, a differenza di un altro filone decisamente più profano che consente di ricostruire gli eventi, ovvero le saghe. In esse il racconto delle molte avventure è tramandato in maniera vivida ed eroica e, nel corso delle opere, tendono a fondersi elementi tipici della mitologia norrena ad elementi cristiani. Non si tratta di un'evidente contraddizione: gli scaldi attingevano infatti consapevolmente al patrimonio mitico del passato, poiché, nonostante avesse perso il valore religioso di un tempo, esso conservava comunque la funzione di «straordinario repertorio di immagini poetiche». Tra le più antiche scoperte, risalenti alla metà del XII secolo, si annoverano le «Saghe dei re» (Konungasögur), incentrate come si deduce dal nome sulle biografie dei sovrani nordici. Sono poi essenzialmente altre tre le principali disponibili, la Morkinskinna (Pergamena scura), la Fagrskinna (Pergamena chiara) e la Heimskringla (Orbe terrestre). La prima fu redatta in Islanda nel 1220 circa e che ripercorre le vicende norvegesi del 1035-1157. Poco prima del 1225 fu invece realizzata la Fagrskinna, anch'essa anonima, scritta probabilmente da un islandese che si trovava in Norvegia e dedicata agli accadimenti avvenuti tra il IX secolo e il 1177. L'ultima, forse la maggiormente conosciuta, deve il nome alle due parole di apertura della prima saga (Kringla heimsins); fu composta attorno al 1235 dal poeta islandese Snorri Sturluson e copre un arco temporale che va dalle origini mitiche del regno norvegese e fino al 1177. Se nella Morkinskinna e nella Fagrskinna la narrazione è continua, nella Heimskringla ciascun re ha una saga a lui dedicata; il racconto della crociata è incluso nella Magnússona saga, ovvero la saga dei figli di Magnus. Non si può escludere che nel novero delle fonti fosse compreso l'ormai perduto Konunga ævi ("Vite dei re di Ari Þorgilsson"), stilato all'inizio del XII secolo e attinente alle vicende di un uomo che prese parte alla traversata verso la Terra Santa. Fra i punti dolenti legati alle saghe rientrano sicuramente gli sparuti riferimenti cronologici, poiché gli autori tendono a indicare gli anni o i mesi molto di rado e hanno costretto gli esperti a compiere delle ardue ricerche storiografiche.

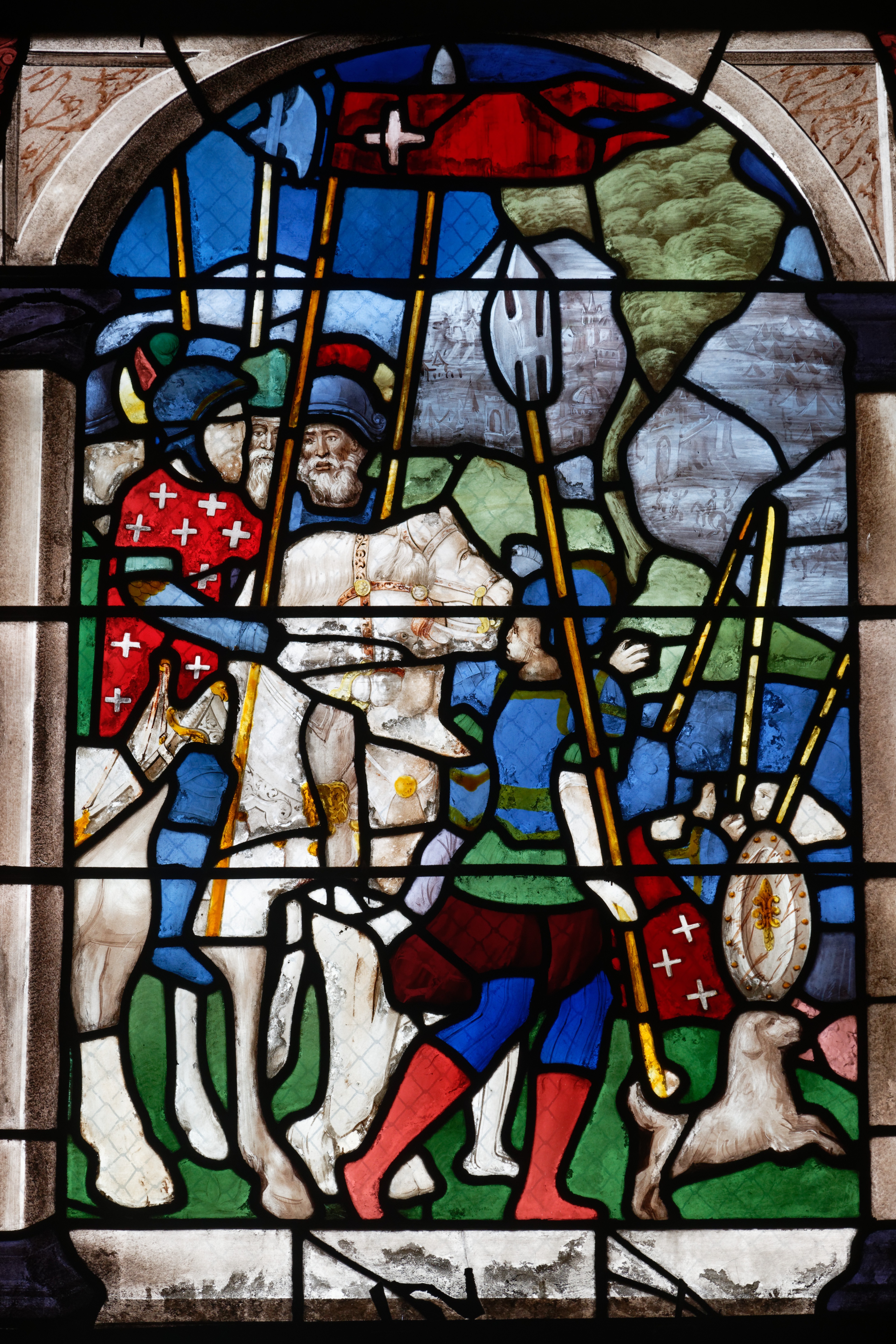
Vetrata della cattedrale di Moulins, in Francia, che ritrae dei crociati guidati da Goffredo di Buglione di strada verso la Terra Santa

Nonostante l'impresa di Sigurd sia stata sviscerata anche da autori stranieri, una migliore ricostruzione degli eventi è possibile soltanto in maniera parziale, in quanto i maggiori dettagli sono riservati alle operazioni compiute nelle Baleari o in Palestina. In Inghilterra, il primo snodo raggiunto dai norvegesi, alcune informazioni sono riferite da due monaci e cronachisti, Guglielmo di Malmesbury e Orderico Vitale. Il primo, autore delle Gesta Regum Anglorum ("Gesta dei re degli inglesi") del 1125/1135 circa, ne parla al termine di una digressione sulla lotta dano-norvegese per il predominio navale nel XI secolo e sulla successione al trono di Norvegia; il secondo, nella sua Historia ecclesiastica ("Storia ecclesiastica") ultimata nel 1142, apre una breve parentesi parlando delle spedizioni militari condotte da Magnus, padre di Sigurd, nelle Orcadi. All'Italia si devono invece il Liber Maiorichinus de gestis Pisanorum illustribus ("Libro maiorchino delle gesta illustri dei pisani"), un poema epico in esametri scritto probabilmente da Enrico Pisano, cappellano dell'arcivescovo di Pisa, tra il 1117 e il 1125, e la Chronica Universalis ("Cronaca universale") del vescovo Sicardo da Cremona (1213 circa). La prima opera menzionata ha un peso specifico basilare, poiché riferisce l'esito della spedizione alle isole Baleari compiuta da italiani, catalani e occitani contro i musulmani e attesta, in modo inequivocabile, il passaggio del re norvegese (rex Norgvegius) avvenuto qualche anno prima.
Tra gli autori medievali che si dedicarono alla narrazione delle crociate, e in particolare delle prime fasi, si devono menzionare Alberto di Aquisgrana (è sua la Historia Ierosolimitana del 1121-1158), Fulcherio di Chartres (cappellano di re Baldovino I e autore anch'egli di una Historia Hierosolymitana del 1130 circa) e Guglielmo di Tiro (che scrisse nella seconda metà del XII secolo la Historia rerum in partibus transmarinis gestarum, ovvero la "Storia delle gesta compiute nelle terre d'Oltremare", attingendo sia ad Alberto sia a Fulcherio). Questi documenti risultano fondamentali, poiché oltre a confermare spesso quanto riferito dalle fonti scandinave, descrivono, nelle parole di Francesco D'Angelo, «la versione cristiana o "crociata" dell'arrivo di Sigurðr e dell'assedio di Sidone». Quanto allo schieramento musulmano, il principale contributo è offerto dal siriano Ibn al-Qalanisi (morto nel 1160) nella sua cronaca intitolata Dhail ta’rìkh Dimashq ("Seguito della Storia di Damasco").
Appare singolare infine constatare che il soggiorno di Sigurd a Costantinopoli del 1111, tanto decantato dalle saghe norrene, passò in realtà praticamente inosservato negli scritti bizantini. È possibile che gli autori considerassero il passaggio di quegli uomini come un semplice transito, rilevante per la storia bizantina esclusivamente perché un gruppo di mercenari aveva deciso di unirsi alla Guardia variaga. Se ne desume quindi che la permanenza di Sigurd a Costantinopoli ebbe un impatto e una rilevanza storica assai minore di quello che vorrebbero far credere i testi norreni.

## Giudizio storiografico
Il ricordo della spedizione si mantenne vivo per diverso tempo sia in vari angoli d'Europa sia, soprattutto, in Norvegia. Il viaggio valse a Sigurd il soprannome con cui è tuttora noto, ovvero Jórsalafari, che in lingua norrena significa letteralmente «che ha viaggiato a Gerusalemme», «gerosolimitano» (da Jórsalir, "Gerusalemme", e fari, "viaggiatore"). Come si è intuito dalla pressoché totalità delle fonti medievali menzionate, i toni inerenti alla spedizione risultano solitamente celebrativi ed entusiastici. Questo genere di retorica si riverberò a lungo nella storiografia dell'età moderna e della prima età contemporanea, se si pensa agli studi dell'islandese Thormodus Torfæus (1636-1719) e dei norvegesi Rudolf Keyser (1803-1864) e Peter Andreas Munch (1810-1863). Fece eccezione Christian Magnus Falsen (1782-1830), secondo il quale il viaggio di Sigurd fu insensato e privò la Norvegia di uno dei suoi uomini migliori, comportando la futura sequela di lotte al trono. La posizione di Falsen, tuttavia, rimase isolata: nel corso dell'Ottocento, la Norvegia entrò in unione con la Svezia e si affermò presto un sentimento nazionalista, esauritosi soltanto con la conquista dell'indipendenza, teso a magnificare le figure storiche che avevano innalzato la gloria della Norvegia (e quella dei membri della spedizione del 1107 erano tra queste).
L'avventurosa peregrinazione in Oriente fu altresì oggetto di disamina di storici stranieri: ad esempio, in una sua fondamentale opera afferente alle spedizioni scandinave in Palestina, il francese Paul Riant (1836-1888) definì quella del 1107 «l'episodio più memorabile della storia delle crociate scandinave». Anche un altro francese prima di lui, Joseph-François Michaud (1767-1839), si dedicò al viaggio dei norvegesi, sostenendo con toni accorati che «la presenza di questi guerrieri formidabili [a Gerusalemme] era presagio certo di vittoria». Nello stesso periodo storico, anche l'erudito bresciano Virginio Soncini, autore di una Storia della Scandinavia, ossia Svezia, Danimarca e Norvegia (1825), si espresse a proposito dell'evento. Con un linguaggio tipico della sua epoca, riferì che fu la «più rinomata», e che «agli occhi degli scandinavi l'idea delle crociate [...] si confaceva molto al loro talento, e fu sostituita alle migrazioni e alle corse piratiche».
È dall'inizio del XX secolo che la storiografia ha adottato un approccio più critico e consapevole delle fonti. Fu Halvdan Koht (1873-1965) ad analizzare la crociata secondo metodologie e criteri più moderni, confutando varie errate considerazioni avanzate nei secoli precedenti. Nel frattempo, la letteratura sul tema è notevolmente proliferata e tra i lavori di recente editi rientra quello dello storico Francesco D'Angelo, il quale ha riservato il seguente giudizio a proposito dell'evento:
Al tempo stesso, però, non possiamo non reputarlo un crociato: benché le fonti non usino mai espressamente un simile appellativo e la sua spedizione non rientri in una offensiva su larga scala contro i musulmani, le testimonianze esaminate, in particolare la lettera di Pietro il Venerabile, dimostrano chiaramente che, agli occhi dei contemporanei, quello del re norvegese fu un negotium Christi, un'impresa finalizzata a combattere i nemici di Cristo e a supportare con le armi l'avanzamento del cristianesimo, facendo ricorso persino alle conversioni forzate dei saraceni, se necessario. Dall'inizio alla fine, la sua spedizione rivela inoltre la medesima tensione tra l'elemento secolare e quello devozionale, tra l'interesse economico e il fervore religioso, che caratterizzò il movimento crociato. Da questo punto di vista specifico, la figura di Sigurðr merita allora di essere rivalutata perché, dopotutto, egli non fu molto dissimile dai signori che lo avevano preceduto in Outremer e da quelli che vi si sarebbero recati dopo di lui. Non fu, insomma, meno "crociato" di loro.

In quanto pellegrino e crociato, Sigurðr è dunque un uomo del suo tempo, perfettamente immerso nel milieu culturale e sociale europeo del XII secolo; in lui, tuttavia, queste due anime convivono con una terza più antica, [quella vichinga], retaggio di un'epoca giunta inesorabilmente al tramonto.»
(Francesco D'Angelo, Il primo re crociato: La spedizione di Sigurd in Terrasanta, p. 131)

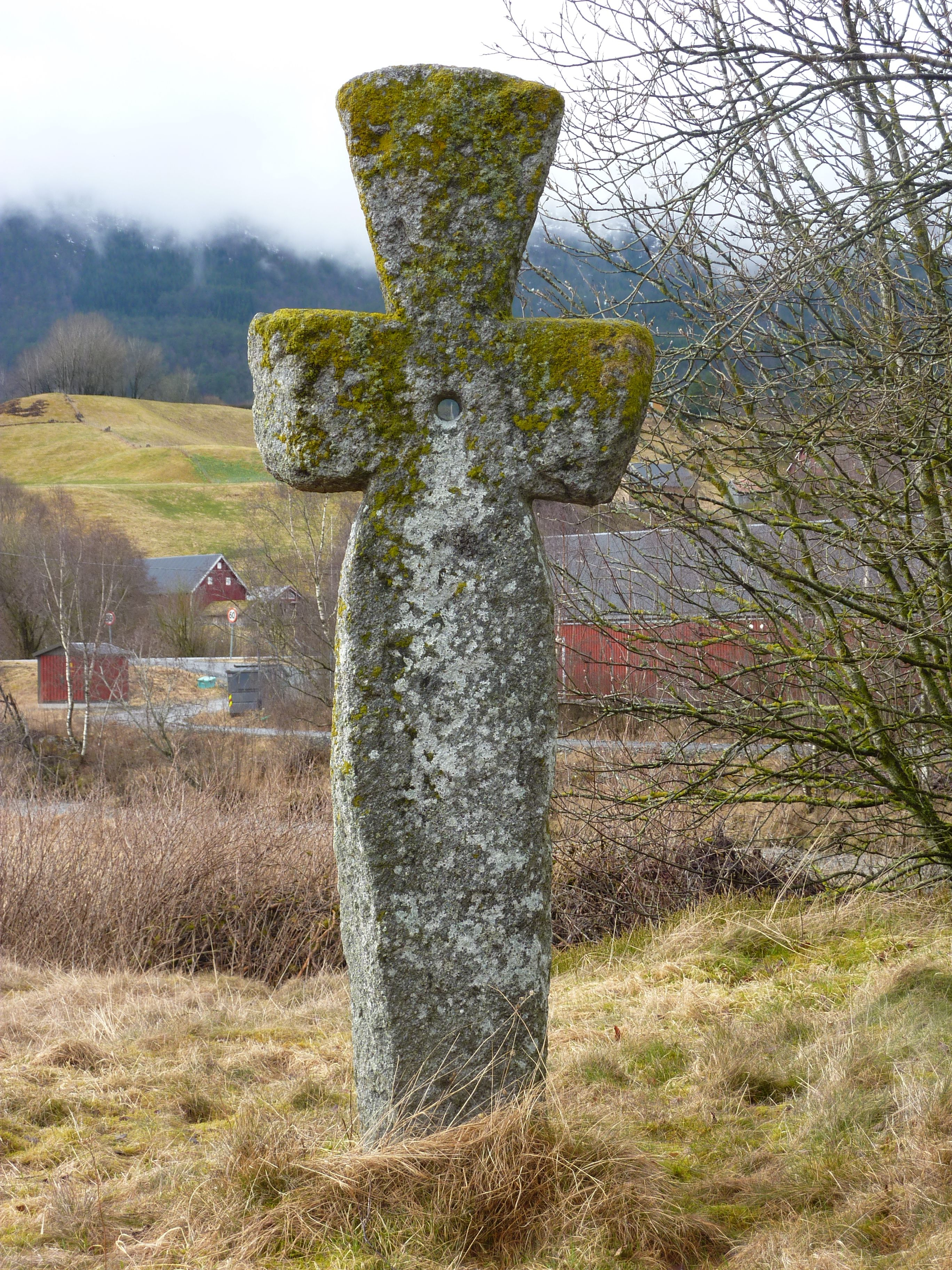
Croce in pietra realizzata in epoca medievale a Gloppen, in Norvegia

Il viaggio di Sigurd, innescato dalle conseguenze della prima crociata, consente di affermare che l'intera cristianità occidentale si sentì coinvolta in un processo di cooperazione finalizzato a espandere e a difendere le terre cristiane. Ciò spronò i discendenti e conterranei di Sigurd a ripetere, nei decenni successivi, l'affascinante viaggio intrapreso verso la Terra Santa. Se da una parte è innegabile che i norvegesi suscitarono un vivace interesse agli occhi europei, dall'altra risulta difficile credere che fossero guidati da un uomo così cortese e raffinato come vogliono le saghe. Pur scrivendo molto tempo dopo gli eventi, anche Snorri Sturluson alimentò il mito di Sigurd come autentico crociato, malgrado non avesse fatto alcun voto. Si deve invece sottolineare come i membri della spedizione furono personaggi ibridi, spinti (quanto meno alcuni) sì da motivi religiosi e nobili, ma comunque ancora pervasi da quella tipicamente vichinga sete di avventure, di ricchi bottini e di esplorazione del mondo. Questa sorta di confine tra le nuove usanze, credenze e istituzioni che sarebbero andate prepotentemente a influenzare il mondo norvegese si fuse in modo interessante con quel substrato culturale tipico dei secoli precedenti, generando un dualismo vissuto in maniera simbiotica nel corso della spedizione e che portò alla conclusione di un evento storico unico nel suo genere.

## Influenza culturale
La spedizione, e più in generale la vita di Sigurd, ispirarono vari autori. Tra questi, il drammaturgo norvegese Bjørnstjerne Bjørnson (1832-1910), vincitore del Premio Nobel per la letteratura nel 1903, compose nel 1872 il Sigurd Jorsalfar, con musiche di Edvard Grieg (1843-1907). Il poeta scozzese William Forsyth scrisse anch'egli una lirica incentrata sul re Sigurd e sull'impresa dal titolo King Sigurd the Crusader ("Re Sigurd il Crociato"), poi illustrata da Edward Burne-Jones nel 1862.

### Fonti primarie
Opere nordiche
- Ágrip af Nóregskonungasögum (PDF), traduzione di M.J. Driscoll, ed. 2, Londra, Viking Society for Northern Research, 2008.
- Bjarni Einarsson (a cura di), Ágrip af nóregskonunga sqgum: fagrskinna-nóregs konunga tal, Reykjavík, Hið Íslenzka Fornritafélag, 1985, ISBN 978-99-79-89329-5.
- Teodorico monaco, Historia de antiquitate regum Norwagiensium, traduzione di Egil Kraggerud, Oslo, Novus Forlag, 2018.
- Þórður Ingi Gudjónsson, Ármann Jakobsson (a cura di), Morkinskinna, 2 voll., Reykjavík, Hið Íslenzka Fornritafélag, 2011.
- Snorri Sturluson, Magnússona saga, in Francesco Sangriso (a cura di), Heimskringla: le saghe dei re di Norvegia, traduzione di Francesco Sangriso, 5 voll., Alessandria, Edizioni dell'Orso, 2013-2019).

Opere straniere
- Alberto di Aquisgrana, Historia Ierosolimitana, traduzione di Susan B. Edgington, Oxford, Clarendon Press, 2007.
- Fulcherio di Chartres, Historia Hierosolymitana, a cura di H. Hagenmeyer, Heidelberg, Carl Winters Universitätsbuchhandlung, 1913.
- Guglielmo di Tiro, Chronique (Historia rerum in partibus transmarinis gestarum), a cura di Robert B.C. Huygens, Hans E. Mayer e Gerard Rösch, 2 voll., Turnhout, Brepols, 1986.
- Guglielmo di Malmesbury, Gesta Regum Anglorum, traduzione di Roger Mynors, vol. I, Oxford, Oxford Clarendon Press, 1998.
- Ibn al-Qalanisi, Dhail ta’rìkh Dimashq, in Francesco Gabrieli (a cura di), Storici arabi delle Crociate, Torino, Einaudi, 2007,  p. 30.
- Orderico Vitale, The ecclesiastical history of Orderic Vitalis, traduzione di Marjorie Chibnall, 6 voll., Oxford, Clarendon Press, 1980-1986.

### Fonti secondarie
- Antony Bridge, Dio lo vuole: storia delle crociate in Terra Santa, a cura di Gianni Scarpa, Odoya, 2023, ISBN 978-88-6288-836-3.
- Francesco D'Angelo, Il primo re crociato: La spedizione di Sigurd in Terrasanta (epub), Gius.Laterza & Figli Spa, 2021, ISBN 978-88-58-14483-1.
- (EN) Gary B. Doxey, Norwegian Crusaders and the Balearic Islands, in Scandinavian Studies, vol. 68, n. 2, University of Illinois Press, primavera 1996,  pp. 139-160.
- Dan Jones, Sigurd Jerusalemfarer. Sessanta navi salparono... per decreto divino, in Crociati: L'epica storia delle guerre per la Terra Santa, Hoepli Editore, 2022,  pp. 126-137, ISBN 978-88-360-0439-3.
- Jonathan Riley-Smith, Storia delle crociate, traduzione di Marina Bianchi, Mondadori, 2022, ISBN 978-88-357-2120-8.
- Steven Runciman, Storia delle crociate, traduzione di A. Comba e E. Bianchi, Einaudi, 2005, ISBN 978-88-06-17481-1.